# Alexandra Fjodorovna Ruská
Svatá Alexandra Fjodorovna Hesenská (6. června 1872 – 17. července 1918), původním jménem německy Victoria Alix Helena Louise Beatrice von Hessen und bei Rhein (Alix) byla původem princezna hesenská a sňatkem poslední ruská carevna jako manželka cara Mikuláše II. od jejich sňatku 26. listopadu 1894 do jeho nucené abdikace 15. března 1917. Alexandra, vnučka královny Viktorie, byla jednou z nejznámějších královských nositelek hemofilie a toto onemocnění předala svému synovi Alexeji Nikolajeviči, careviči ruskému.
Alexandra byla významně zapojena do osobního i politického života svého manžela, cara Mikuláše II. Její pověst utrpěla vlivem na Mikuláše, zejména tím, že trvala na zachování autokratické vlády i přes rostoucí revoluční napětí v Rusku. Její vztah s ruským mystikem Grigorijem Rasputinem se stal předmětem kontroverzí. Rasputinova údajná schopnost zmírnit Alexejovo utrpení hemofilií zvýšila Alexandřinu závislost na něm, což poškodilo vnímání Romanovců veřejností a podpořilo fámy o Rasputinově moci v královské rodině. Tato spojení s Rasputinem a její odpor k politickým reformám byly považovány za faktory, které přispěly k rozpadu dynastie Romanovců.
Po abdikaci Mikuláše II. byla královská rodina během ruské revoluce bolševiky umístěna do domácího vězení. Dne 17. července 1918 je bolševici popravili v Jekatěrinburgu, což znamenalo násilný konec více než třísetleté vlády Romanovců. Navzdory své nepopularitě v době vlády byla Alexandra v roce 2000 ruskou pravoslavnou církví kanonizována.

## Původ a mládí

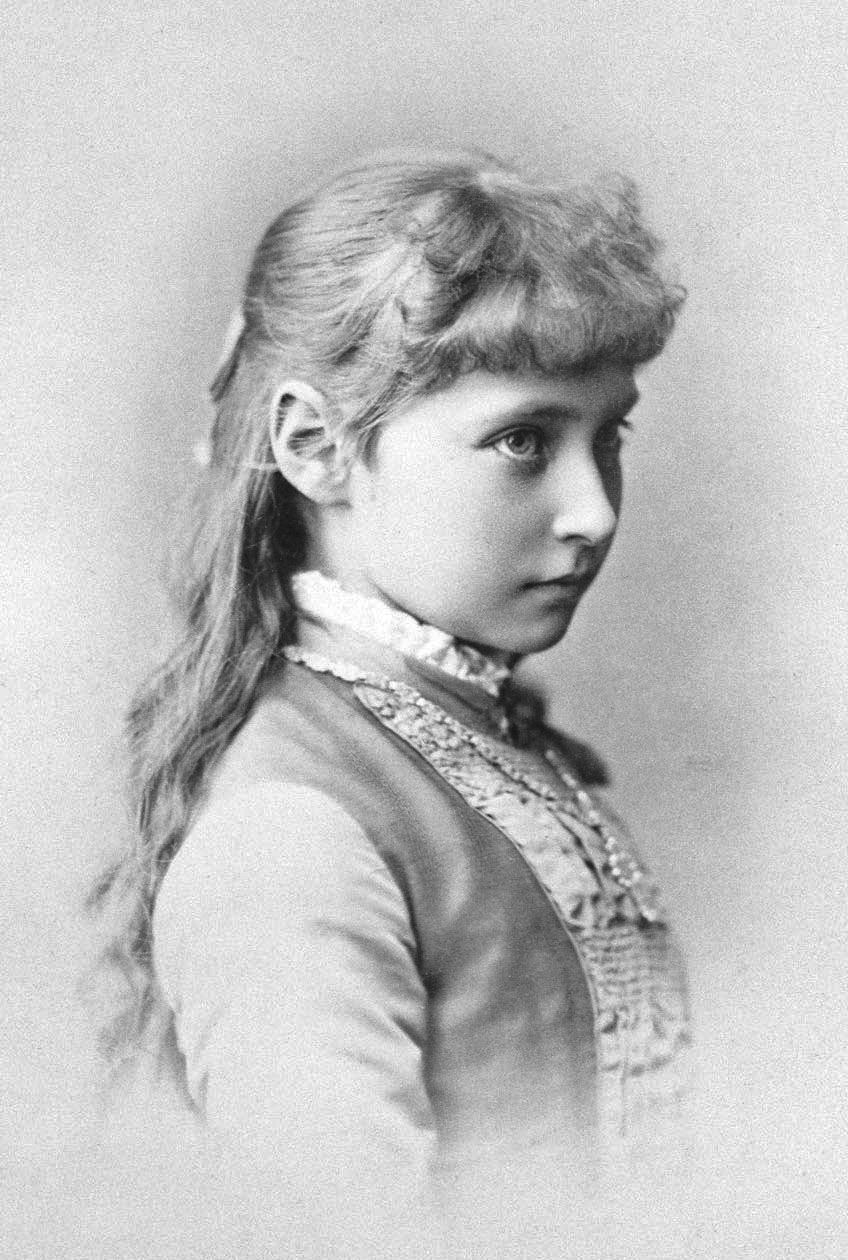
Princezna Alix Hesenská, 1881

Alexandra se narodila 6. června 1872 v Novém paláci v Darmstadtu jako princezna Alix Viktoria Helene Luise Beatrix Hesenská. Byla šestým dítětem a čtvrtou dcerou mezi sedmi dětmi Ludvíka IV. velkovévody hesenského a jeho první manželky, princezny Alice Sasko-Koburské, druhé dcery královny Viktorie.
Alix byla pokřtěna 1. července 1872 (v den desátého výročí svatby svých rodičů) v luteránském kostele a dostala jména své matky a všech čtyř matčiných sester, z nichž některá byla přeložena do němčiny. Její matka jí dala přezdívku „Sluníčko“ kvůli její veselé povaze. Její britští příbuzní jí přezdívali „Alicky“, aby ji odlišili od její tety Alexandry, princezny z Walesu, která byla v rodině známá jako Alix.
Alixinými kmotry byli princ a princezna z Walesu (její strýc a teta z matčiny strany), princezna Beatrix Sasko-Koburská (její teta z matčiny strany), vévodkyně z Cambridge (její prateta), ruský cesarevič a cesarevna (její budoucí tchán a tchyně) a pruská princezna Anna.
Alixin starší bratr, princ Fridrich Hesenský („Frittie“), trpěl hemofilií a zemřel v květnu 1873 po pádu, když byl Alix asi jeden rok. Ze sourozenců měla Alix nejblíže k princezně Marii („May“), která byla o dva roky mladší; říkávalo se o nich, že jsou „nerozlučné“.

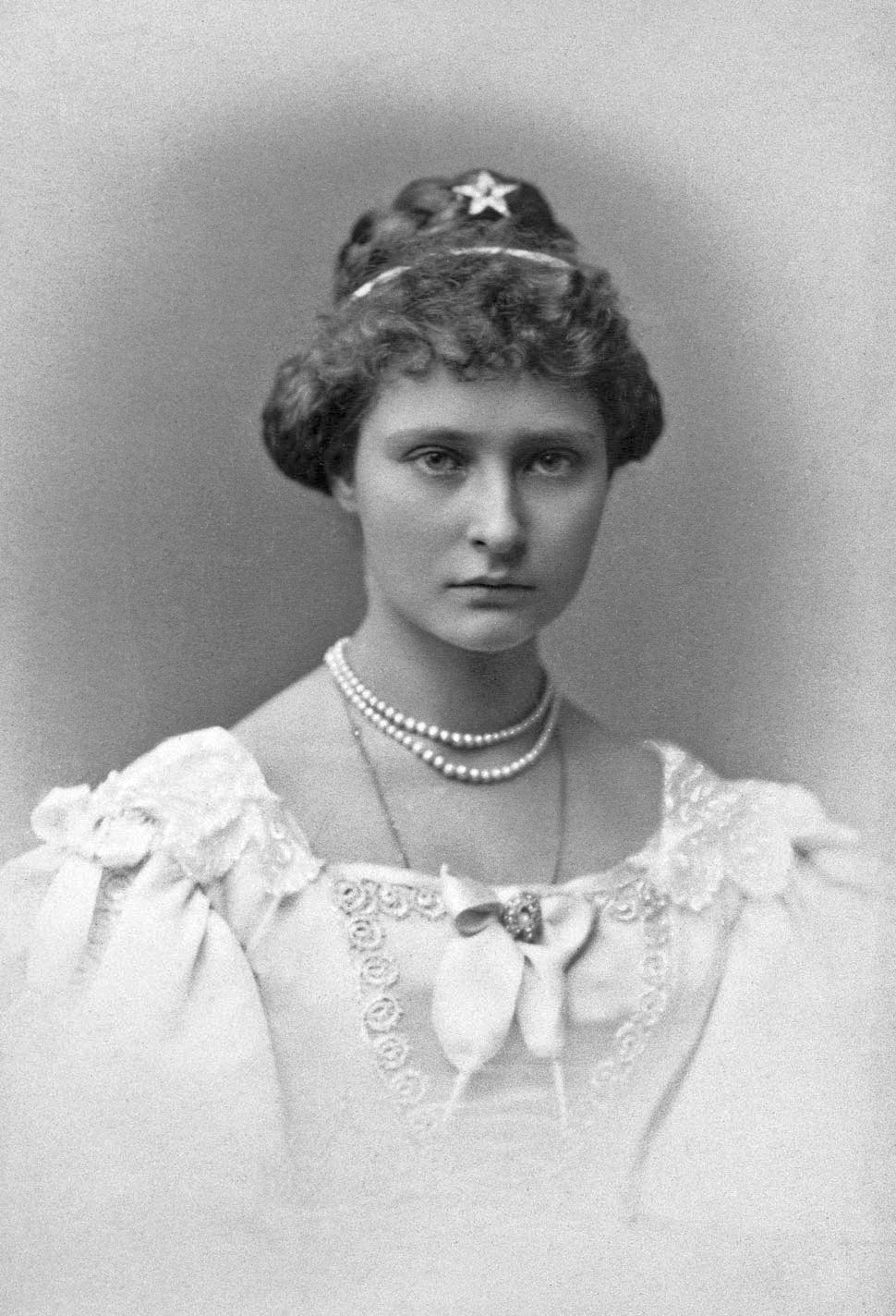
Princezna Alix Hesenská, 1881

V listopadu 1878 se v Hesenském domě rozšířil záškrt; onemocněla Alix, její tři sestry, bratr Arnošt („Ernie“) a otec. Alžběta („Ella“), Alixina starší sestra, byla na návštěvě u babičky z otcovy strany a epidemii unikla. Alixina matka Alice se o děti starala sama, místo aby je přenechala ošetřovatelům a lékařům. Alice onemocněla a zemřela 14. prosince 1878, když bylo Alix šest let. Bylo to v den 17. výročí smrti Alicina vlastního otce. Marie také zemřela, ale ostatní sourozenci přežili.
Královna Viktorie se jí stala náhradní matkou. Vybrala Alixiny vychovatele a nařídila jim, aby každý měsíc posílali do Windsoru podrobné zprávy. Pozvala Alix a její přeživší sourozence do Anglie na prázdniny a ti se sblížili se svými britskými bratranci. Každé narozeniny a Vánoce posílala Alix dárky v podobě šatů, šperků, krajek a panenek. Alix se v dopisech podepisovala „Tvé milující a vděčné dítě“, nikoliv vnouče. Alix se pozastavila nad tím, že královnu Viktorii vnímala jako „nejlepší a nejdražší z babiček“, „velmi vznešenou osobu“, „Santa Clause“ a „nejdražší a nejlaskavější ženu na světě“. Když královna Viktorie v roce 1901 zemřela, Alix na zádušní mši v Petrohradě otevřeně plakala a šokovala ruské dvořany, kteří ji považovali za chladnou a bezcitnou.
Spolu se svou sestrou, princeznou Irenou, byla Alix družičkou na svatbě své kmotry a tety z matčiny strany, princezny Beatrix, s princem Jindřichem z Battenbergu v roce 1885. V 15 letech se zúčastnila oslav zlatého jubilea královny Viktorie v roce 1887.
V březnu 1892, když bylo Alix devatenáct let, zemřel její otec, velkovévoda Ludvík IV., na infarkt. Podle její životopiskyně, baronky Buxhoevedenové, považovala Alix otcovu smrt za největší zármutek svého života. Buxhoevedenová ve svém životopise z roku 1928 vzpomínala, že „po celá léta o něm nemohla mluvit, a ještě dlouho poté, když byla v Rusku, ji cokoli, co jí ho připomínalo, přivádělo na pokraj pláče."

## Nápadníci

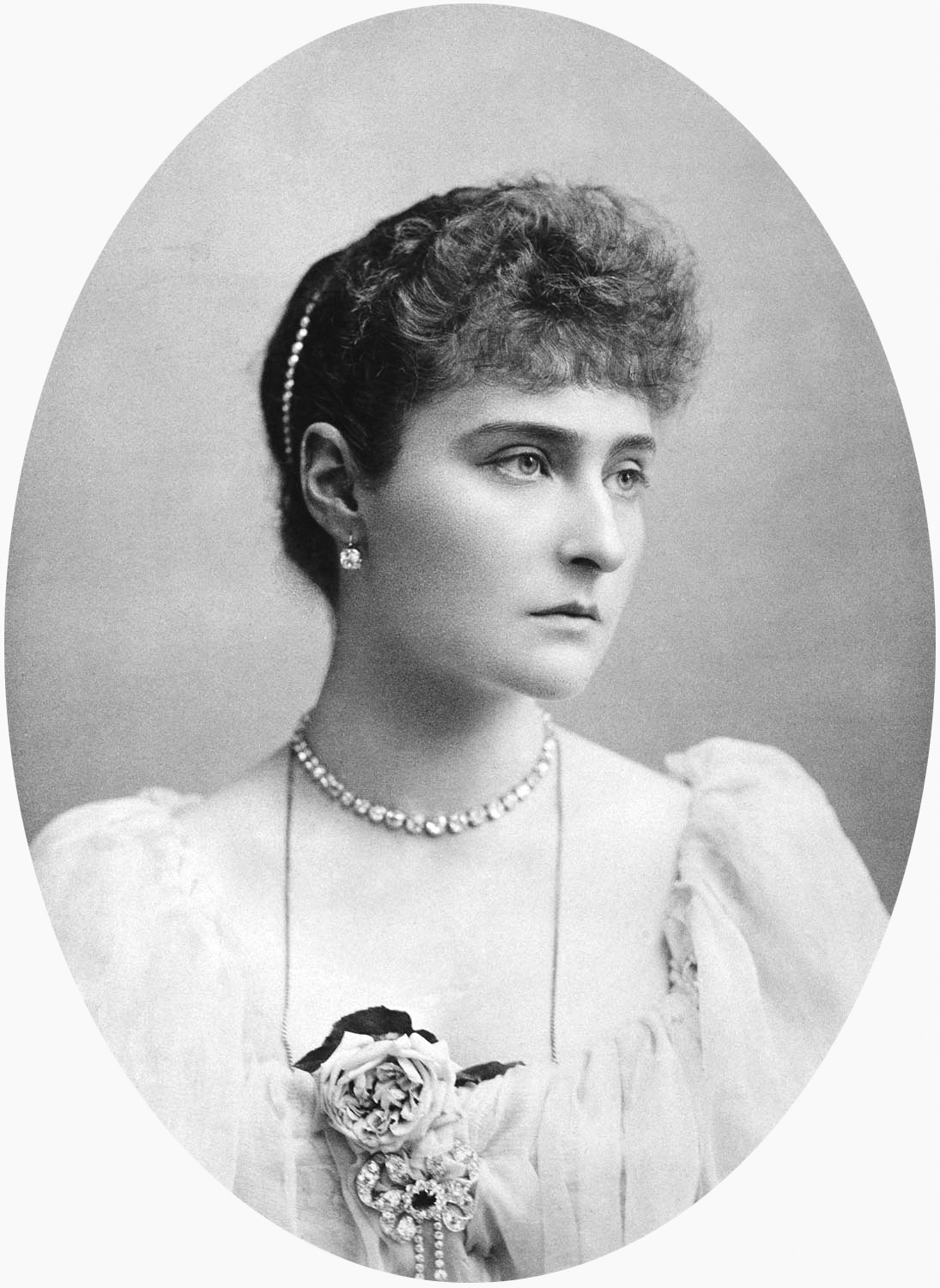
Princezna Alix Hesenská, 1894

Královna Viktorie Alix velmi upřednostňovala a chtěla, aby se Alix stala královnou manželkou Spojeného království, což považovala za „nejvyšší postavení, jaké existuje." 2. března 1888 napsala Alixině nejstarší sestře Viktorii, že „mé srdce a mysl se kloní k tomu, aby drahou Alix zajistili buď Eddy, nebo Georgie“, kteří byli Alexandřinými bratranci z prvního kolena. V roce 1889 pozvala Viktorie Alix a Eddyho na Balmoral v naději, že se do sebe zamilují. Eddy se do ní zamiloval a požádal ji o ruku, ale Alix o něj neměla zájem a jeho nabídku odmítla. Viktorie však stále trvala na svém a snažila se Alix přesvědčit o výhodách sňatku. Viktorie napsala Alixině starší sestře, princezně Viktorii, že by Alix „měla být donucena vážně se zamyslet nad tím, jak je pošetilé zahodit šanci na velmi dobrého manžela, milého, láskyplného a vyrovnaného, a vstoupit do jednotné šťastné rodiny a velmi dobrého postavení, které nemá na světě obdoby! " V květnu 1890 napsala Alix Eddymu dopis, že v něm vidí jen bratrance a nemůže si ho vzít. Viktorii napsala, že by si Eddyho vzala, kdyby ji k tomu rodina „donutila“, ale že by byli oba nešťastní. Viktorie byla zklamaná, ale usoudila, že Alix prokázala „velkou sílu charakteru“, když odmítla přistoupit na tak silný nátlak.
V roce 1891 se královna Viktorie pokusila sjednat sňatek mezi Alix a bádenským princem Maxmiliánem. Požádala Ludvíka, aby prince co nejdříve pozval do Darmstadtu. Když Maxmilián do Darmstadtu přijel, řekl Alix, že ji hodlá požádat o ruku. Alix byla překvapená a nešťastná a později se pozastavila nad tím, že jej vůbec neznala. Požádala svou starší sestru Viktorii, aby zasáhla a pomohla jí Maxmiliána zdvořile odmítnout.

## Zasnoubení

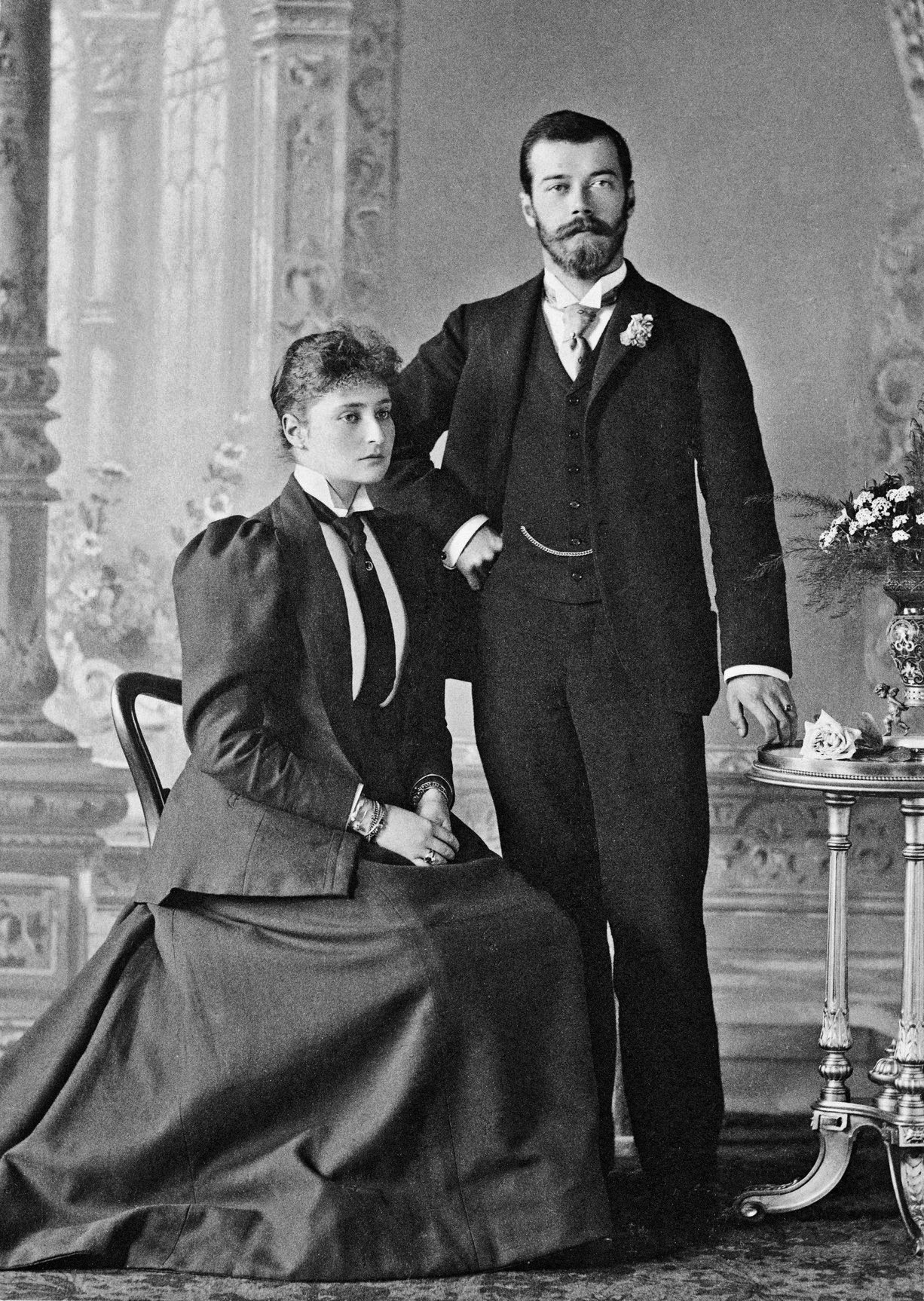
Princezna Alix Hesenská se svým snoubencem ruským carevičem Mikulášem Alexandrovičem, 1884

V roce 1884 se Alix zúčastnila svatby své sestry Alžběty s velkoknížetem Sergejem Alexandrovičem v Petrohradě. Na této svatbě se dvanáctiletá Alix seznámila s šestnáctiletým carevičem Mikulášem, synovcem ženicha a následníkem ruského carského trůnu. Ve svém deníku Mikuláš nazval Alix „sladkou malou Alix“ a prohlásil, že se mají rádi. Na důkaz své náklonnosti jí daroval brož a svá jména vyškrábali do okenního skla.
V lednu 1890 navštívila Alix svou sestru Ellu v Rusku. Společně s Mikulášem bruslili, scházeli se na čajových dýcháncích a hráli badminton. Mikuláš si zapsal do deníku: „Mým snem je oženit se jednoho dne s Alix H. Miluji ji už dlouho, ale hlouběji a silněji od roku 1889, kdy strávila šest týdnů v Petrohradě. Dlouho jsem se bránil pocitu, že se mi splní můj nejdražší sen."
Alixina sestra Ella a její manžel Sergej se nadšeně vyslovili pro sňatek mezi Mikulášem a Alix. Ellin a Alixin strýc, budoucí král Eduard VII. řekl své matce, královně Viktorii, že „Ella pohne nebem i zemí, aby se [Alix] provdala za velkovévodu.“ Ella napsala Arnoštovi: „Dej Bůh, aby se tento sňatek uskutečnil.“
Mikuláš a Alix byli příbuzní z druhého kolena po Vilemíně Bádenské, matce Mikulášovy babičky z otcovy strany a Alixina dědečka z otcovy strany, prince Karla Hesenského, bratra Ludvíka III., velkovévody hesenského.
Královna Viktorie byla proti sňatku s Mikulášem. Osobně měla Mikuláše ráda, ale neměla ráda Rusko a Mikulášova otce a obávala se, že Alix nebude v Rusku v bezpečí. Napsala Alixině starší sestře Viktorii o svém podezření, že Sergej a Ella tento sňatek podporují. Po oznámení zásnub se zamyslela: „Čím víc myslím na svatbu sladké Alicky, tím jsem nešťastnější. Ne co se týče osobnosti, protože se mi [Mikuláš] velmi líbí, ale kvůli zemi a té strašné nejistotě, které bude to ubohé dítě vystaveno."
Alexandr i Marie Fjodorovna byli ostře protiněmečtí a nechtěli Alix za snachu. Marie Fjodorovna řekla své sestře Alexandře Dánské, že nejmladší dcera nevýznamného velkoknížete není hodna toho, aby se provdala za následníka ruského trůnu, a domnívala se, že Alix je příliš netaktní a nesympatická na to, aby se stala úspěšnou carevnou. Alexandr dával přednost princezně Heleně Orleánské, vysoké tmavovlasé dceři Filipa, hraběte pařížského, pretendenta francouzského trůnu. Mikulášovi se Helena nelíbila a také ona sama se tomuto sňatku bránila, protože byla římská katolička a její otec jí nechtěl dovolit přestoupit na ruské pravoslaví. Alexandr vyslal emisary k pruské princezně Markétě, sestře německého císaře Viléma II. a vnučce královny Viktorie. Mikuláš prohlásil, že se raději stane mnichem, než aby se oženil s Markétou; ta zase nebyla ochotna přestoupit z protestantství do ruské pravoslavné církve.

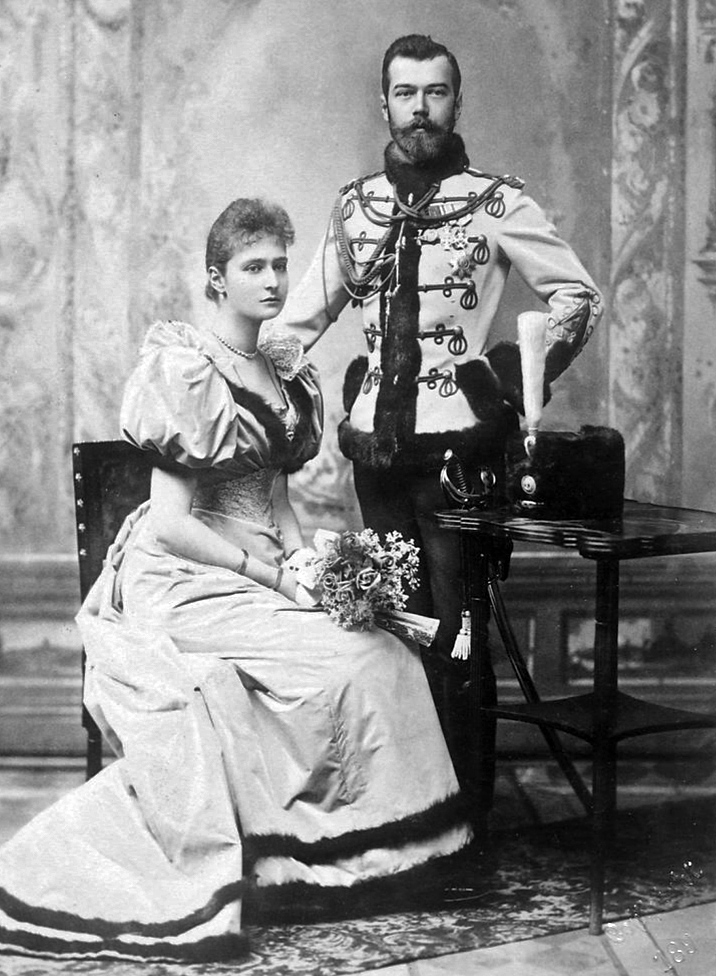
Oficiální zásnubní fotografie Alix a Mikuláše

Když se v roce 1894 zhoršilo jeho zdraví, rozhodl se Alexandr III. povolit Mikulášovi sňatek s Alix, aby si mohl zajistit nástupnictví. Marie neochotně dovolila Mikulášovi požádat Alix o ruku. Mikuláš byl nadšený a okamžitě se o Alix ucházel.
Navzdory lásce k Mikulášovi se Alix zpočátku zdráhala za Mikuláše provdat, protože se nechtěla vzdát své luteránské víry a vstoupit do pravoslavné církve. 
V dubnu 1894 se Alixin bratr Arnošt Ludvík oženil s princeznou Viktorií Melitou Sasko-Koburskou. Princezna Viktorie byla neteří Alexandra III. po jeho sestře, ruské velkokněžně Marii Alexandrovně, a Mikulášovou sestřenicí z prvního kolena, takže se svatby zúčastnilo několik Rusů, včetně velkoknížat Vladimíra, Sergeje a Pavla, velkokněžen Alžběty Fjodorovny a Marie Pavlovny a Mikuláše. Mikuláš byl rozhodnutý přesvědčit Alix, aby si ho vzala. Zřejmě si byl jistý svým budoucím úspěchem: přivedl otce Ioanna Yanysheva, zpovědníka carské rodiny, aby Alix učil ruskému pravoslaví, a přivedl Jekatěrinu Adolfovnu Schneiderovou, aby Alix učila ruštinu.
Den po příjezdu do Coburgu požádal Mikuláš Alix o ruku a dvě hodiny se ji snažil přesvědčit, aby přestoupila k pravoslaví. Neustále plakala, ale odmítla. Ella poté s Alix promluvila a přesvědčila ji, že se nemusí zříkat luteránství, aby konvertovala k pravoslaví. Ella sama se při konverzi k pravoslaví nemusela zříkat své luteránské víry. Následujícího dne Alix hovořila s Vilémem II. (který doufal, že německá carevna povede ke zlepšení německo-ruských vztahů) a vévodkyní Marií Meklenbursko-Zvěřínskou (německá princezna, která konvertovala od luteránství k pravoslaví, aby se mohla provdat za Mikulášova strýce, ruského velkoknížete Vladimíra Alexandroviče). Nakonec Mikulášovu druhou nabídku k sňatku přijala.
Po zasnoubení se Alix vrátila do Anglie ke své babičce. V červnu Mikuláš odcestoval do Anglie, aby ji navštívil a zúčastnil se křtin nejstaršího syna prince George, vévody z Yorku. Alix a Mikuláš byli oba jmenováni kmotry chlapce, který v roce 1936 krátce vládl Spojenému království jako Eduard VIII.
V září, kdy se zdravotní stav Alexandra III. zhoršoval, získal Mikuláš svolení svého umírajícího otce, aby Alix povolal do Livadijského paláce na Krymu. Z Varšavy na Krym ji doprovázela její sestra Ella, cestovala obyčejným osobním vlakem. Umírající car trval na tom, aby Alix přijal v uniformě, a dal jí své požehnání.

## Ruská carevna

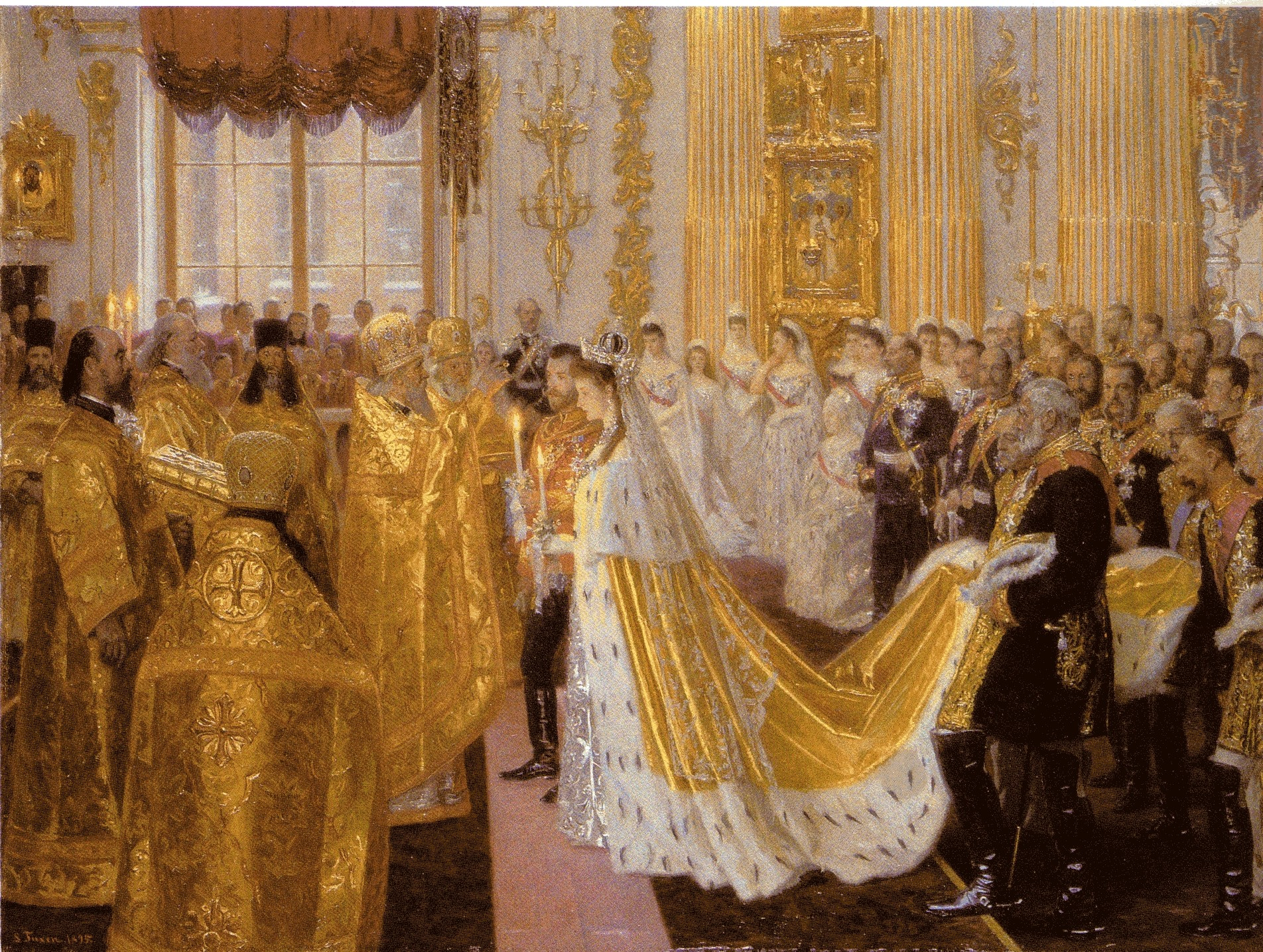
Svatba cara Mikuláše II. a carevny Alexandry Fjodorovny

### Svatba
Alexandr III. zemřel 1. listopadu 1894 ve věku 49 let. Mikuláš nastoupil na ruský trůn jako car Mikuláš II. Následujícího dne byla Alix přijata do ruské pravoslavné církve jako velkokněžna Alexandra Fjodorovna. Nemusela se však zříci luteránství. Alix chtěla přijmout jméno Jekatěrina, ale Mikuláš chtěl, aby přijala jméno Alexandra, aby mohli být druhým Mikulášem a Alexandrou. Inspirací mu byl jeho pradědeček Mikuláš I. a prababička Alexandra Fjodorovna.
Alexandra, princ a princezna z Walesu a Mikulášovi řečtí příbuzní doprovázeli rakev Alexandra III. nejprve přes Moskvu a Petrohrad. Pohřeb Alexandra III. se konal 19. listopadu.
26. listopadu 1894 se Alexandra a Mikuláš vzali ve Velkém chrámu Zimního paláce v Petrohradě. Dvorní smutek mohl být zmírněn, protože měla narozeniny Mikulášova matka, nyní carevna vdova Marie Fjodorovna. Mnozí Rusové považovali Alexandru za špatné znamení, protože přijela tak brzy po smrti cara Alexandra. Sama Alexandra napsala své sestře: „Naše svatba mi připadala jako pouhé pokračování pohřební liturgie za mrtvého cara s jediným rozdílem: místo černých šatů jsem měla bílé."

### Korunovace

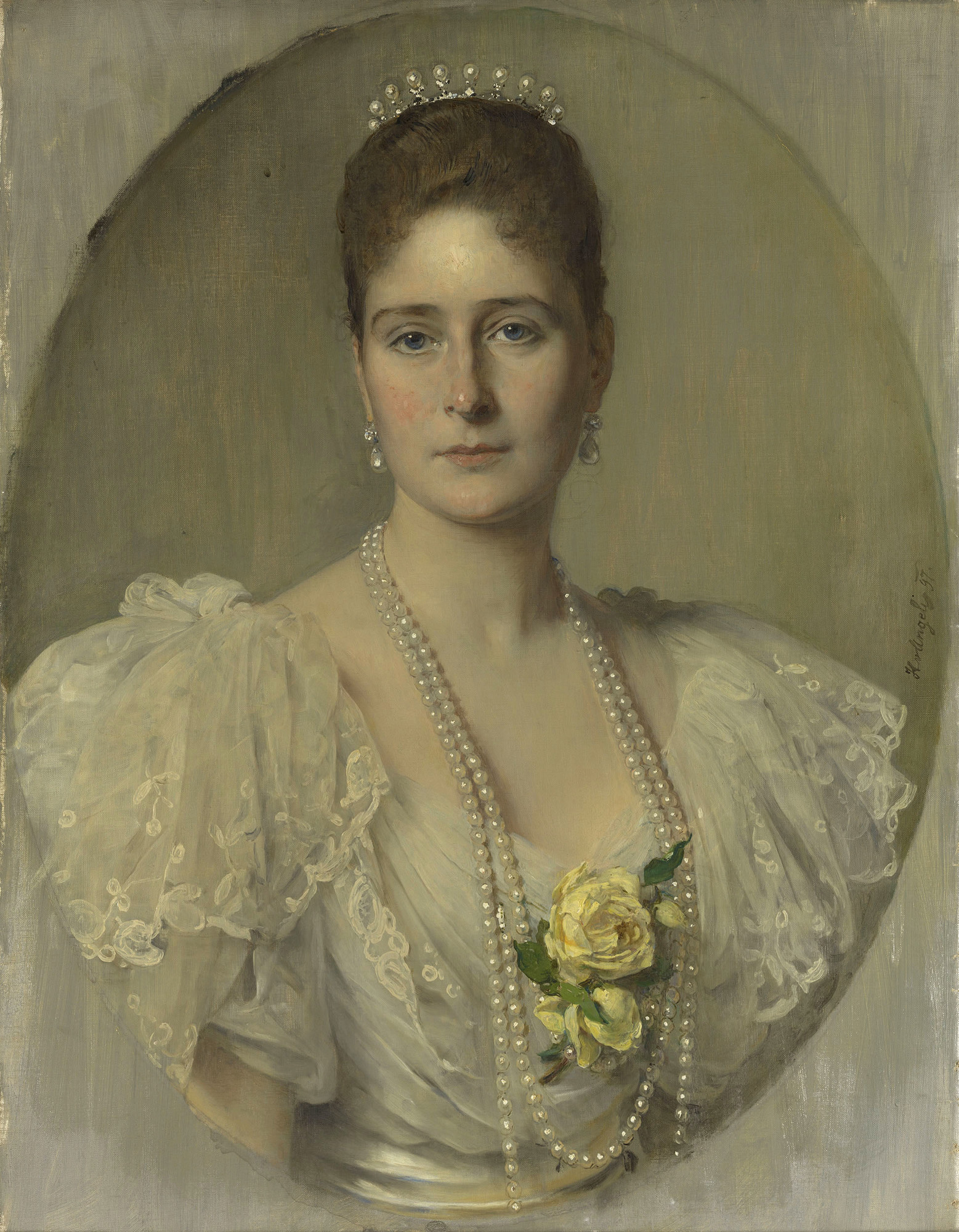
Ruská carevna Alexandra Fjodorovna na portrétu Heinricha von Angeliho, 1896/1897

26. května 1896 byli Alexandra a Mikuláš korunováni v Chrámu Zesnutí přesvaté Bohorodice v Kremlu.
V Moskvě se shromáždilo pět set tisíc Rusů, aby sledovali zábavu, jedli jídlo sponzorované dvorem a přebírali dary na počest svého nového cara. Proslýchalo se, že jídla není dost pro všechny, a tak se dav hrnul ke stolům s dary. Policie nedokázala udržet pořádek a tisíc Rusů bylo ušlapáno k smrti.
Mikuláš a Alexandra byli smrtí zděšeni a rozhodli se nezúčastnit plesu, který na jejich počest uspořádal francouzský velvyslanec markýz de Montebello. Mikulášovi strýcové na něj naléhali, aby se plesu zúčastnil, aby Francouze neurazil a nedal za pravdu zvěstem, že Němka Alexandra je vůči Francouzům zaujatá. Sergej Witte to komentoval slovy: „Očekávali jsme, že večírek bude odvolán. Místo toho se konal, jako by se nic nestalo, a ples zahájila Jejich Veličenstva tancem čtverylky." 
Druhý den navštívili Alexandra a Mikuláš raněné a zaplatili za rakve mrtvých. Mnozí Rusové však považovali katastrofu za znamení, že Mikulášova vláda bude nešťastná. Jiní využili okolností tragédie a chování carského establishmentu k tomu, aby zdůraznili bezcitnost autokracie a opovrženíhodnou povrchnost mladého cara a jeho „Němky."

### Neoblíbenost mezi ruským lidem

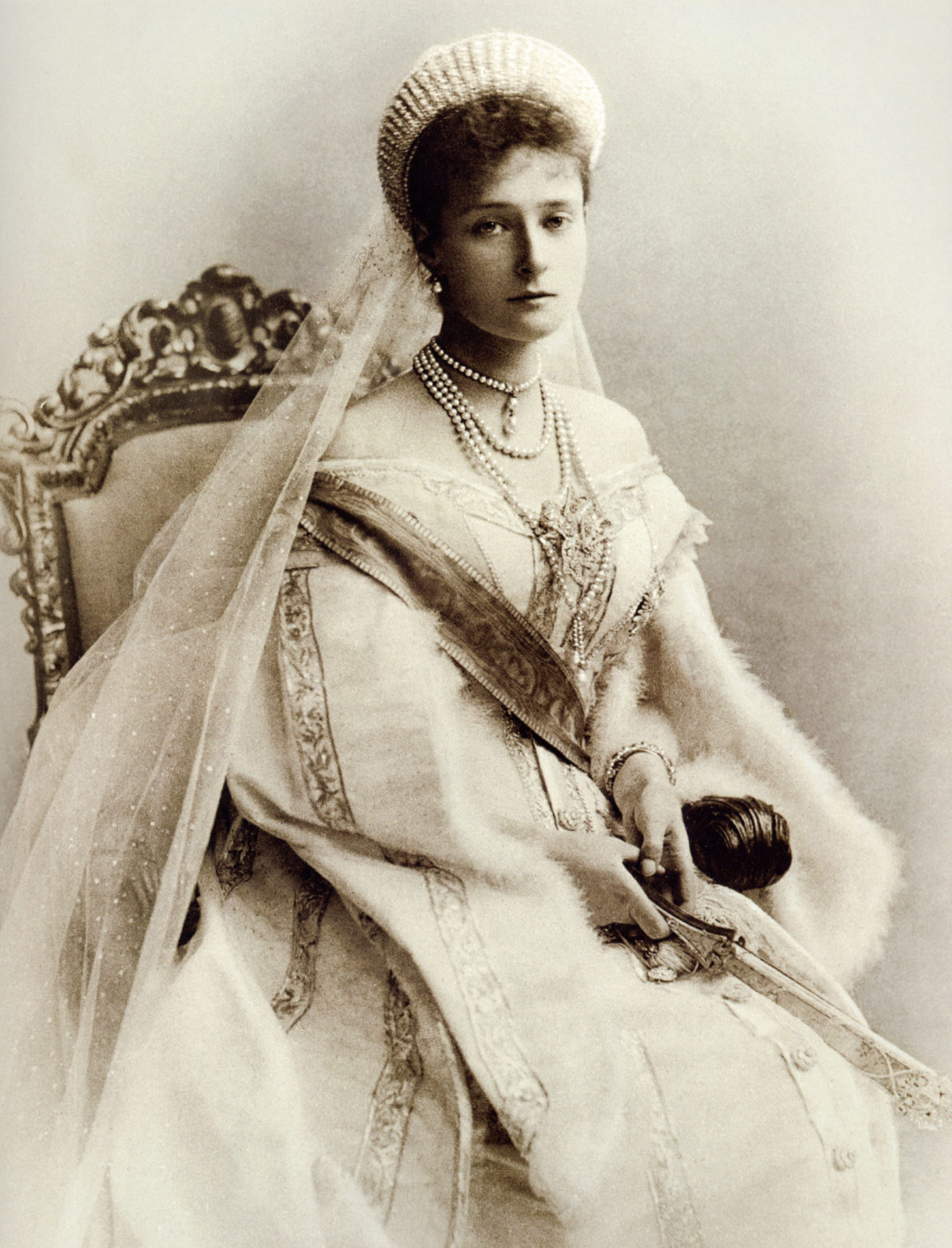
Alexandra Fjodorovna, 1895

Alexandra byla mezi ruskými poddanými svého manžela velmi neoblíbená. Její plachá a introvertní povaha byla vykládána jako arogance a chladnokrevnost a jen těžko si získávala přátele. 
Alexandra se snažila komunikovat. Mluvila plynně anglicky a německy, ale údajně měla potíže s francouzštinou, úředním jazykem dvora. Její dopisy a poznámky však ukazují, že uměla velmi plynule číst a psát francouzsky, a komunikace mezi ní a francouzským učitelem jejích dětí Pierrem Gilliardem probíhala vždy ve francouzštině. Alexandra hovořila také italsky, protože se tento jazyk naučila již jako dospívající dívka.
Často se říká, že s ruštinou bojovala a naučila se ji až ve chvíli, kdy se stala carevnou. To však není pravda; z jejích deníků z mládí vyplývá, že před návštěvou své sestry Elly v Rusku absolvovala několik lekcí ruštiny. Intenzivně se začala učit rusky až po zasnoubení s Mikulášem a v době zasnoubení mu psala dlouhé pasáže v ruštině - s drobnými chybami, ale postupem času se zlepšovala. Rusky se naučila mluvit velmi dobře. Dopisy mezi Alexandrou a jejím synem Alexejem byly téměř bez výjimky v ruštině.
Alexandra měla složitý vztah se svou tchyní Marií Fjodorovnou. Na rozdíl od jiných evropských dvorů té doby přiznával ruský protokol císařovně-vdově vyšší hodnost než císařovně. Na královské plesy Marie vstupovala po boku svého syna a Alexandra ji následovala po boku některého z velkoknížat. Marie byla na tuto tradici natolik zvyklá, že ji překvapilo, když Alexandra zahořkla nad svým nižším postavením u dvora. Korunovační klenoty byly majetkem současné carevny, ale Marie se jich zpočátku odmítala vzdát ve prospěch Alexandry. Marie se skvostné sbírky neochotně vzdala až poté, co Alexandra pohrozila, že na oficiální dvorské akce nebude nosit vůbec žádné šperky.

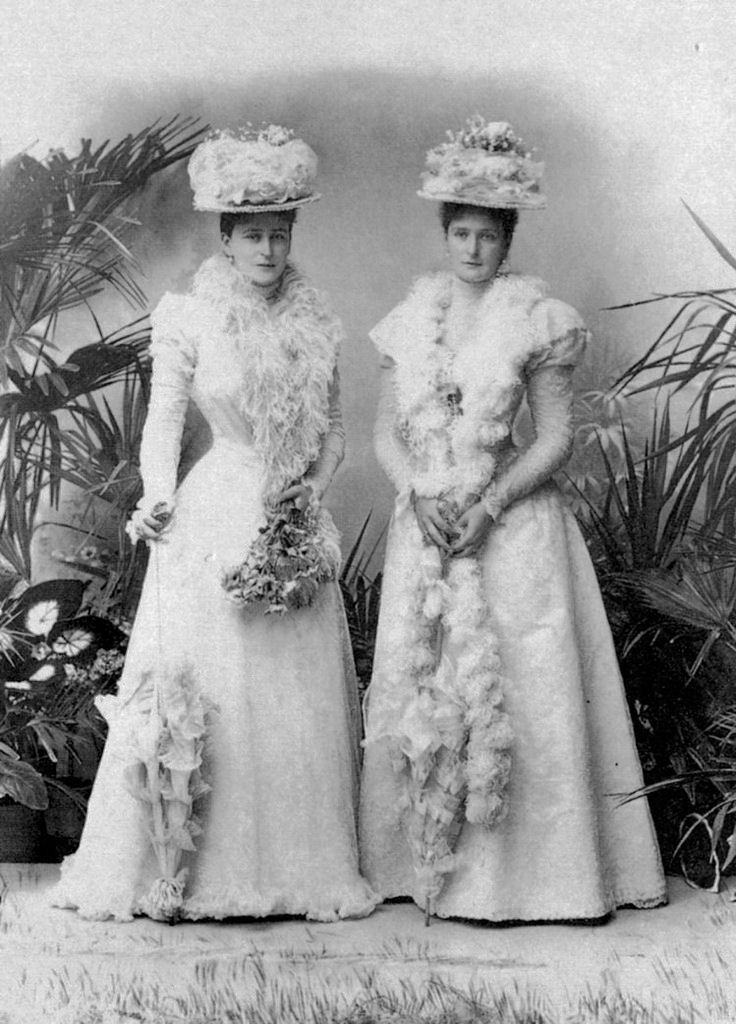
Ruská carevna Alexandra Fjodorovna (vpravo) se svou starší sestrou velkokněžnou Alžbětou Fjodorovnou, 1898

Alexandra byla v carské rodině neoblíbená. Byla horlivou zastánkyní „božského práva králů“ a věřila, že je zbytečné snažit se získat souhlas lidu, jak tvrdí její teta, německá císařovna Viktorie, která napsala královně Viktorii, že „Alix je velmi panovačná a vždy bude trvat na tom, aby bylo po jejím; nikdy se nevzdá ani špetky moci, o které si bude myslet, že ji má ..“ Bála se společenských akcí a ráda byla sama s Mikulášem, takže nepořádala plesy a večírky, jaké by obvykle pořádala carevna. Členům carské rodiny vadilo, že jim uzavřela přístup k carovi a vnitřnímu dvoru. Neměla ráda Mikulášova strýce, velkoknížete Vladimíra Alexandroviče. Prohlásila, že Vladimírovi synové Kirill, Boris a Andrej jsou nenapravitelně nemorální. V roce 1913 odmítla Borisovu žádost o ruku velkokněžny Olgy. Během války Vladimírova manželka, velkokněžna Marie Pavlovna, Alexandru otevřeně kritizovala.
Alexandra si nebyla jistá svým skromným původem nevýznamné německé princezny a trvala na tom, aby se jí dostalo všech poct, které náležely carevně. V roce 1896 se Alexandra a Mikuláš vydali na cestu po Evropě. Když jí Vilém II. půjčil starožitný stříbrný toaletní servis, který kdysi patřil jeho prababičce, pruské královně Luise, urazila se a prohlásila, že pro carevnu je vhodný pouze zlatý servis. Oblékala se „s velkou okázalostí.“ Na ruském dvoře se jí dvořané posmívali, že se „obléká do těžkého brokátu, který si tak oblíbila, a s diamanty rozesetými po celém těle, v rozporu s dobrým vkusem a zdravým rozumem."
Alexandra se odmítala ucházet o přízeň veřejnosti, protože věřila, že ruský lid svého cara a carevnu automaticky miluje a ctí. Když s Mikulášem cestovali vlakem na Krym, stovky rolníků si oblékly své nejlepší šaty a čekaly přes noc, aby viděly carský pár. Mikuláš přistoupil k oknu a zamával, ale Alexandra odmítla odhrnout závěsy a vzít dav na vědomí. Královna Viktorie se obávala Alexandřiny neoblíbenosti v nové zemi a radila své vnučce: „Vládnu už více než 50 let... a přesto každý den přemýšlím o tom, co musím udělat, abych si udržela a posílila lásku svých poddaných...Je tvou prvořadou povinností získat si jejich lásku a úctu.“ Alexandra odpověděla: „Mýlíte se, drahá babičko, Rusko není Anglie. Zde si lásku lidu nepotřebujeme zasloužit. Ruský lid uctívá své cary jako božské bytosti... Co se týče petrohradské společnosti, tu lze zcela ignorovat."

### Rodinný život
15. listopadu 1895 porodila Alexandra v Alexandrovském paláci své nejstarší dítě a dceru Olgu. Mnozí Rusové a členové carské rodiny byli zklamáni pohlavím dítěte, ale Mikuláš a Alexandra byli ze své dcery nadšeni a hýčkali si ji. Narození Olgy nezměnilo postavení velkoknížete Georgije jako Mikulášova předpokládaného dědice. Pavlovské zákony zavedené carem Pavlem I. zakazovaly ženám nastoupit na trůn Romanovců, dokud byl naživu některý z mužů Romanovců. Pokud by Alexandra neporodila syna, Mikulášovými dědici by byli jeho bratři a strýcové. Málokdo si však dělal starosti, protože Alexandře bylo teprve 23 let, takže se očekávalo, že bude moci brzy porodit syna.
Několik měsíců po porodu Olgy byla Alexandra znovu těhotná. Kvůli stresu z korunovace potratila, žádné oznámení nebylo učiněno, protože své těhotenství veřejně nepotvrdila. V Petrohradě však kolovaly nepodložené a zlomyslné zvěsti, že Alexandra otěhotněla s milencem a dítě potratila, aby skryla svou nevěru.
10. června 1897 se Alexandře narodilo druhé dítě, dcera Taťána. Mikuláš měl obrovskou radost, ale členové jeho rodiny byli nešťastní a znepokojení. Když se Alexandra probrala z chloroformu, uviděla kolem sebe „znepokojené a ustarané tváře“ a „propukla v hlasitou hysterii“. Vykřikla: „Můj Bože, to je zase dcera. Co tomu řekne národ, co tomu řekne národ?" To, že se Alexandře nenarodil syn, ji mezi Rusy ještě více znepřátelilo. Mikulášův bratr Georgij prohlásil, že je zklamán, že nemá synovce, který by ho zbavil povinností dědice: „Už jsem se chystal odejít do důchodu, ale nestalo se tak."
26. června 1899 se Alexandře narodilo třetí dítě, dcera Marie. Když se Marie narodila, poslala královna Viktorie Alexandře telegram: „Jsem vděčná, že se drahá Alicky tak dobře uzdravila, ale třetí holčičky je mi pro zemi líto." Velkokníže Konstantin se rozčiloval: “A tak není žádný dědic. Celé Rusko bude touto zprávou zklamáno." Rusové považovali narození třetí dcery za důkaz, že Alexandra měla smůlu. Dva týdny po Mariině narození zemřel Mikulášův bratr Georgij a předpokládaným následníkem trůnu se stal jejich mladší bratr Michal. Dvořané se k Michalovi hrnuli a považovali ho za následníka trůnu, což Alexandru trápilo. V říjnu 1900 Mikuláš onemocněl břišním tyfem a byl pět týdnů upoután na lůžko. Vláda byla nucena diskutovat o tom, co by se stalo, kdyby Mikuláš zemřel. Alexandra čekala čtvrté dítě a trvala na tom, aby byla jmenována regentkou v naději, že porodí syna. Mikulášovi ministři to však odmítli: Pokud by Mikuláš zemřel, stal by se carem Michal. Pokud by Alexandřino dítě bylo chlapec, Michal by se vzdal trůnu ve prospěch svého synovce. Alexandra nebyla spokojená a začala Mikulášovým ministrům nedůvěřovat, že se snaží „ukrást“ dědictví jejího budoucího syna.
18. června 1901 se Alexandře narodila Anastázie. Mikulášova sestra, velkokněžna Xenie, zvolala: „Můj Bože! Jaké zklamání!... čtvrtá holčička!" Ruští sedláci usoudili, že ,,císařovna nebyla na nebi milována, jinak by porodila syna."
Alexandra a Mikuláš se obrátili k víře v naději, že se jim narodí syn. Krátce po Anastáziině narození velkokněžna Milica Nikolajevna seznámila Alexandru s mystikem jménem Philippe Nizier-Vachot. Byl to šarlatán bez licence, který tvrdil, že dokáže pomocí svých magnetických schopností změnit pohlaví dítěte v děloze. Mikuláš pro Philippa vymyslel lékařský diplom z Císařské vojenské lékařské akademie a jmenoval ho státním rádcem a vojenským lékařem. Mikulášova matka (Marie), sestra (Xenie) a švagrová (Ella) byly znepokojeny a varovaly jeho i Alexandru, aby se od Philipa drželi dál, ale carský pár jejich rad nedbal.
Koncem roku 1901 se zdálo, že Alexandra znovu otěhotněla, a Philippe přísahal, že čeká chlapce. V létě 1902 už bylo jasné, že carevna těhotná není. Ruský velkokníže Konstantin Konstantinovič napsal: „Od 8. srpna jsme každý den čekali na potvrzení carevnina těhotenství. Nyní jsme se náhle dozvěděli, že není těhotná, ba že žádné těhotenství nikdy nebylo a že příznaky, které vedly k domněnce, byly ve skutečnosti jen anémie!" Ve skutečnosti měla Alexandra molární těhotenství. Dne 19. srpna 1902 se u ní objevil výtok „kulovité, masité hmoty velikosti vlašského ořechu“, což doktor Dmitrij Ott potvrdil jako mrtvé oplodněné vajíčko ve čtvrtém týdnu těhotenství. Aby si dvorní lékaři zachovali tvář, vydali 21. srpna bulletin, v němž tvrdili, že Alexandra prodělala „prostý potrat, bez jakýchkoli komplikací." Ponížená Alexandra poslala Philipa do Francie.
V roce 1903 se Alexandra a Mikuláš rozhodli podpořit kanonizaci Serafíma Sarovského. Před svým odjezdem z Ruska jim Philip řekl, že Serafim obdaruje Alexandru synem. Serafim byl mnichem v tambovské oblasti, který údajně konal místní zázraky a byl již sedmdesát let mrtvý. Moskevský metropolita neochotně souhlasil s kanonizací světce. Dne 19. srpna se Alexandra a Mikuláš vykoupali v sarovském prameni, v němž se kdysi koupal Serafim, a modlili se, aby jim posvátná voda požehnala syna.

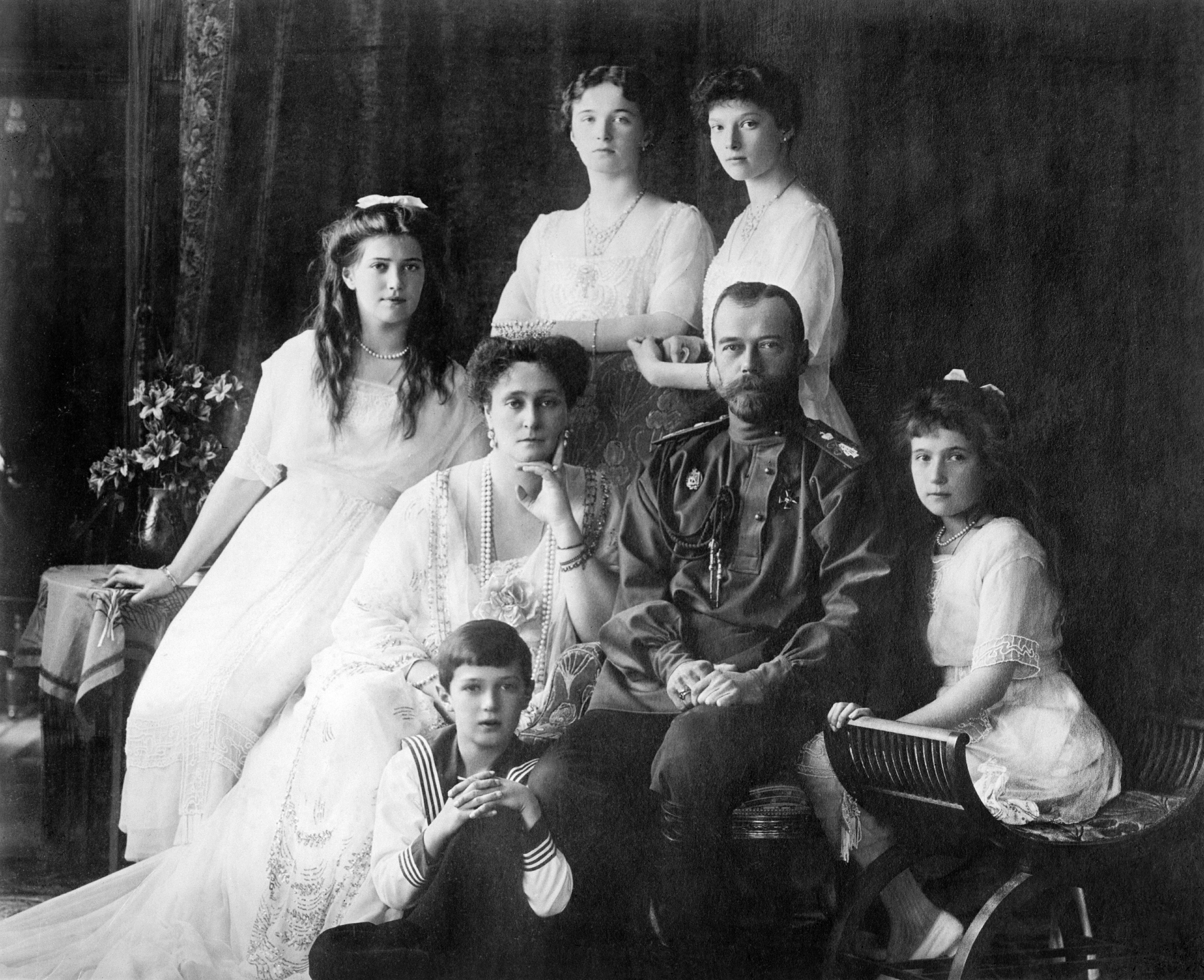
Ruská carská rodina, 1913. Zleva doprava: Velkokněžna Marie, carevna Alexandra, velkokněžny Olga a Taťána, car Mikuláš II. a velkokněžna Anastázie. Cesarevič Alexej sedí před svými rodiči.

V roce 1904 Alexandra otěhotněla. Když se blížil termín jejího porodu, noviny poznamenaly, že „několik dní rozhodne o tom, zda bude carevna nejoblíbenější ženou v Rusku, nebo ji bude velká část lidu považovat za trosečnici - pod zvláštním hněvem Božím." 12. srpna 1904 porodila Alexandra v Petrohradě Alexeje Nikolajeviče. Alexejovo narození potvrdilo víru Mikuláše a Alexandry ve Philipa. Mikulášova sestra Olga si do svého deníku zapsala: „Jsem si jistá, že to byl Serafim, kdo to způsobil.“

#### Vztahy s dětmi
Alexandra měla s Olgou odtažitý vztah. Spoléhala na Olgu, že udrží mladší sourozence v pořádku. Její dopisy Olze obsahují časté upomínky, aby na sourozence dbala: „Nezapomínej především na to, abys byla vždy dobrým příkladem těm nejmenším" a ,‚Zkus si vážně promluvit s Taťánou a Marií o tom, jak se mají chovat k Bohu." Olgu frustrovala snaha udržet své bouřlivé sourozence v pořádku a stěžovala si, že na ni matka nemá čas. Olga dávala přednost otci.
Alexandře byla nejbližší její druhá dcera Taťána, která se Alexandře nejvíce podobala vzhledem i povahou. Byla opatrná a zdrženlivá a Alexandře byla bezvýhradně oddaná. V posledních měsících života rodiny pomáhala matce tím, že ji tlačila po domě na invalidním vozíku.
Marie se cítila nejistá ohledně své role v rodině a Alexandra ji často ujišťovala, že je stejně milovaná jako její sourozenci: „Milé dítě, musíš mi slíbit, že už si nikdy nebudeš myslet, že tě nikdo nemá rád. Jak se ti taková neobyčejná myšlenka dostala do tvé malé hlavičky? Rychle ji zase vyndej.“ Marie se obávala, že Alexandra dává přednost Anastázii před ní, a Alexandra ji ujišťovala, že „s Anastázií nemá žádná tajemství."
Anastázie se Alexandře fyzicky podobala, ale její bouřlivá a rozpustilá povaha se od matčiny velmi lišila. Přezdívali jí švibzik, což v ruštině znamená „skřítek“. Během posledních měsíců života rodiny byla Anastázie jediná, kdo dokázal melancholickou Alexandru rozesmát.
Alexandra si Alexeje velmi hýčkala, protože byl jejím jediným synem a dědicem ruského impéria. Vychovatel dětí Pierre Gilliard napsal: „Alexej byl středem sjednocené rodiny, ohniskem všech jejích nadějí a citů. Jeho sestry ho zbožňovaly. Byl pýchou a radostí svých rodičů. Když se uzdravil, palác se proměnil. Všichni a všechno v něm se zdálo být zalité sluncem." Alexandra byla posedlá snahou ochránit ho před jeho nemocí hemofilií. Podle Gilliarda „tiskla malého chlapce k sobě křečovitými pohyby matky, která se zřejmě vždy bojí o život svého dítěte.“ Celé dny seděla u Alexejovy postele, když trpěl záchvaty. Bála se, že si v záchvatech vzteku ublíží, proto ho rozmazlovala a nikdy netrestala.
Navzdory obavám, že nikdy neporodí syna, Alexandra své dcery milovala a nazývala je „čtyřlístkem." Napsala, že „naše děvčátka jsou naší radostí a štěstím“ a „apoštoly Božími."

### Zdraví
Alexandřino zdraví nebylo nikdy pevné a častá těhotenství, kdy se jí během šesti let narodily čtyři dcery a o tři roky později syn, jí ubírala energii. Její životopisci, včetně Roberta K. Massieho, Carolly Ericksonové, Grega Kinga a Petera Kurtha, připisují poloinvaliditu v pozdějších letech jejího života nervovému vyčerpání z obsedantní starosti o křehkého careviče, který trpěl hemofilií. Většinu času trávila v posteli nebo na lehátku ve svém budoáru či na verandě. Tato nehybnost jí umožňovala vyhýbat se společenským příležitostem, které jí byly protivné. Alexandra pravidelně užívala bylinný lék známý jako adonis vernalis, aby si upravila puls. Byla neustále unavená, špatně spala a stěžovala si na oteklé nohy. Jedla málo, ale nikdy nezhubla (s výjimkou posledního roku svého života). Možná trpěla Graves-Basedowovou chorobou (hypertyreózou), což je onemocnění způsobující vysokou hladinu hormonu štítné žlázy, které může mít za následek také fibrilaci síní, slabý srdeční tep a nedostatek energie.

### Hemofilie a Rasputin
Ruský carevič Alexej Nikolajevič byl následníkem ruského trůnu a jediným synem Mikuláše a Alexandry. Krátce po jeho narození zjistili dvorní lékaři, že trpí hemofilií. Po přestřižení pupeční šňůry mu několik dní krvácelo břicho a krev se mu nesrážela. Mikuláš napsal, že Alexej během 48 hodin ztratil „1/8 až 1/9 celkového množství“ své krve. Hemofilie se dostala do evropských královských rodů prostřednictvím dcer královny Viktorie, včetně Alexandřiny matky, princezny Alice. Na počátku 20. století byla hemofilie často smrtelná a průměrná délka života hemofiliků byla 13 let. Alexandřin bratr Fridrich a strýc z matčiny strany princ Leopold, vévoda z Albany, zemřeli v mládí na hemofilii. Alexandřina sestra princezna Irena Hesenská a sestřenice princezna Viktorie Evženie z Battenbergu byly rovněž nositelkami genu pro hemofilii a měly hemofilické syny.
Alexandra cítila obrovskou vinu, že nemoc přenesla na svého syna. Krátce po Alexejově diagnóze plakala a řekla ošetřovatelce: „Kdybyste jen věděli, jak vroucně jsem se modlila k Bohu, aby mého syna ochránil před naším dědičným prokletím.“ Mikulášova sestra Xenie nazvala hemofilii „strašnou nemocí anglické rodiny“ a členové carské rodiny obviňovali Alexandru, že „nakazila Romanovce nemocemi svého rodu."
Protože nevyléčitelná nemoc ohrožovala jediného syna a dědice cara, rozhodla se carská rodina jeho stav před ruským lidem utajit. Chtěli tak omezit společenskou nestabilitu způsobenou nejistotou. Alexandra se nejprve obrátila na ruské lékaře, aby Alexeje léčili. Jejich léčba většinou selhávala. Zatížena hrozbou, že jejího syna ohrozí jakýkoli pád nebo pořezání, se Alexandra obrátila k víře, aby našla útěchu. Studovala pravoslavnou víru a svaté a denně trávila hodiny modlitbami za vysvobození ve své soukromé kapli.
Grigorij Rasputin, rolník ze Sibiře, se zdál být schopen vyléčit jejího syna tím, že se za něj modlil, a díky tomu se stal mocným u dvora. Postupem času Alexandra začala věřit, že Rasputin je jediný muž, který může jejímu synovi zachránit život. Rasputin byl k Alexandře upřímný a řekl jí: „Beze mě se neobejde ani car, ani ty. Pokud tu nebudu, abych tě ochránil, ztratíš svého syna... do šesti měsíců." Alexandra si nepřipouštěla důkazy o Rasputinově zhýralosti a o škodách, které jeho přítomnost působila carské prestiži. Ředitel národní policie Alexandře sdělil, že se opilý Rasputin obnažoval v oblíbené moskevské restauraci a chlubil se, že mu Mikuláš umožnil sexuální přístup k ní, ale ona toto svědectví svedla na zlomyslné pomluvy. Mikuláš si uvědomoval Rasputinovy chyby, ale cítil se bezmocný cokoli udělat s mužem, který zdánlivě zachránil život jeho jedinému synovi. Pierre Gilliard napsal: „Nerad posílal Rasputina pryč, protože kdyby Alexej zemřel, byl by v očích matky vrahem vlastního syna.“

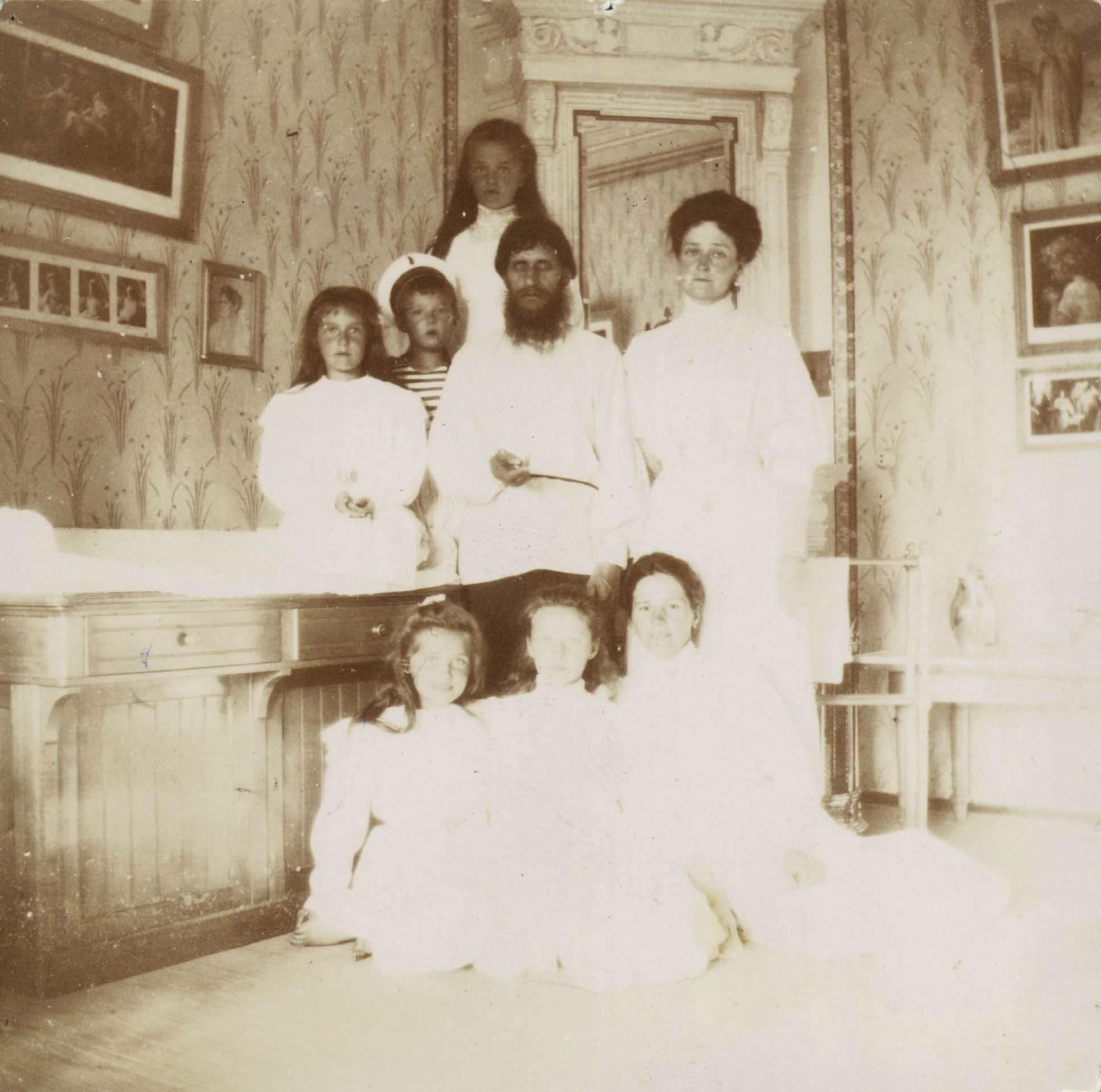
Carevna Alexandra Fjodorovna s Rasputinem, svými dětmi a guvernantkou, 1908

Členové dvora si od počátku vyměňovali pomluvy o Rasputinovi. Někteří z nejvyšších petrohradských duchovních ho sice přijímali jako živoucího proroka, jiní ho však hněvivě odsuzovali jako podvodníka a kacíře. V Petrohradě zaznívaly vymyšlené historky z jeho života na Sibiři. Například prý pořádal svatby pro vesničany výměnou za to, že první noc přespí s nevěstou. Žil v Petrohradě se svými dvěma dcerami a dvěma hospodyněmi a často ho navštěvovali lidé, kteří u něj hledali požehnání, uzdravení nebo přízeň carevny. Ženy, okouzlené léčitelem, přicházely k Rasputinovi také pro radu a individuální požehnání a dostávaly soukromé audience v jeho bytě, žertem nazývaném „svatyně svatých“. Rasputin rád hlásal svéráznou teologii, podle níž se člověk musí seznámit s hříchem, aby měl šanci ho překonat. Nikdo nevěřil, že Rasputin dokáže Alexeje uzdravit, a tak byli dvorní úředníci zmateni, proč je na něm Alexandra tak závislá.
V roce 1912 utrpěl Alexej během pobytu rodiny v polské Spale život ohrožující krvácení do stehna. Alexandra seděla několik dní u jeho lůžka a jen zřídkakdy jedla nebo spala. Bezmocně plakala, když Alexej prosil o smrt a žádal ji, aby ho pohřbili v lese místo v mauzoleu s jeho předky Romanovci. Lékaři očekávali, že Alexej zemře, a kněz vykonal jeho poslední pomazání. Dvorní úředníci připravili oficiální telegram, v němž oznámili carevičovo úmrtí. Alexandra v zoufalství poslala telegram Rasputinovi, který jí odpověděl: „Bůh viděl tvé slzy a vyslyšel tvé modlitby. Netruchlete. Malý nezemře. Nedovolte lékařům, aby ho příliš trápili." K šoku lékařů se Alexej uzdravil a přežil. Od roku 1912 se Alexandra stále více spoléhala na Rasputina a věřila v jeho schopnost zmírnit Alexejovo utrpení.

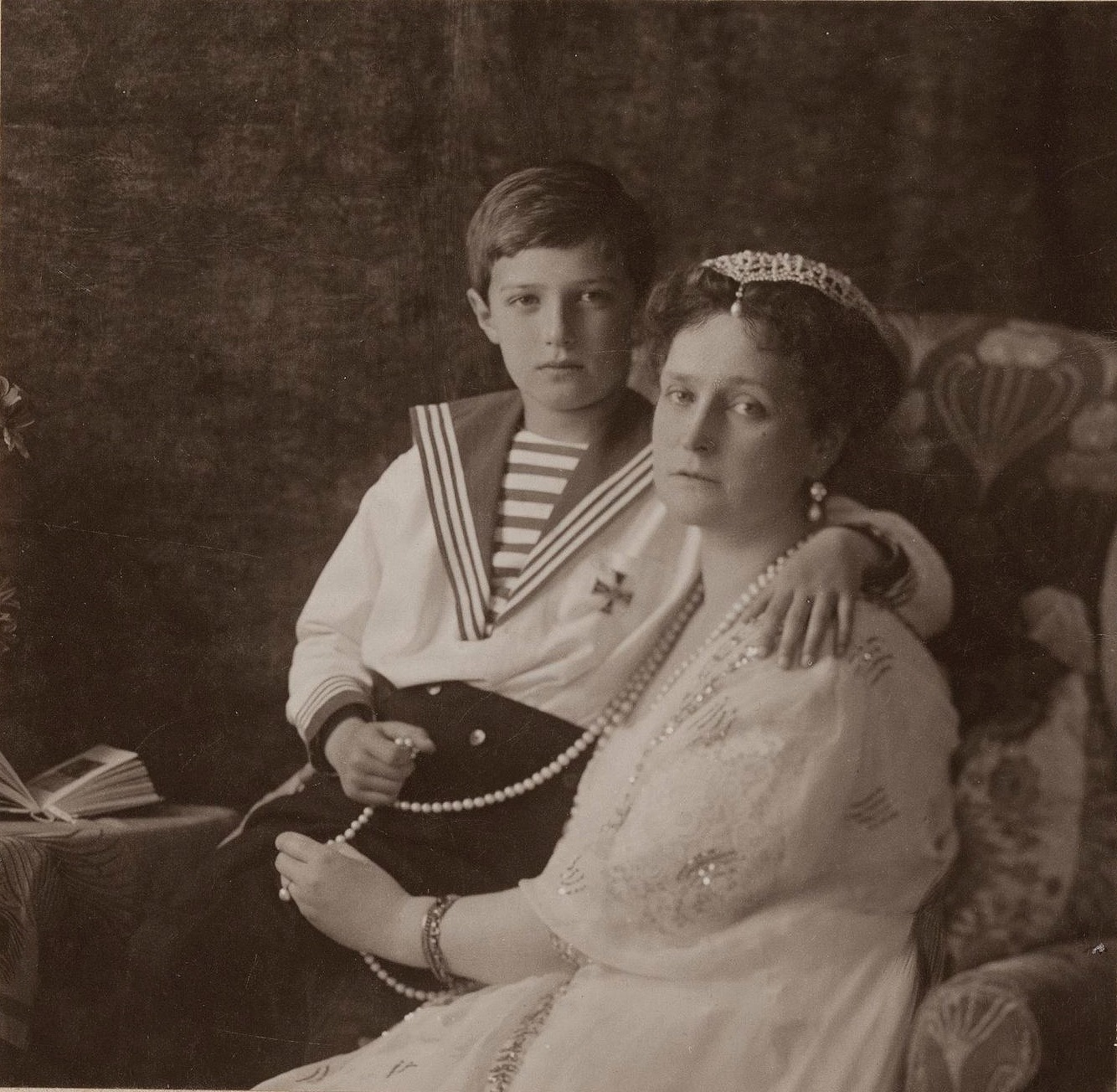
Carevna Alexandra Fjodorovna se svým jediným synem cesarevičem Alexejem, 1913

Rasputin byl zavražděn 30. prosince 1916, aby bylo ukončeno jeho domnělé vměšování do politických záležitostí. Mezi spiklenci byli šlechtic kníže Felix Jusupov, který byl ženatý s neteří Mikuláše II., ruskou kněžnou Irinou, a velkokníže Dmitrij Pavlovič, který byl kdysi blízký rodině Mikuláše a Alexandry.

### První světová válka
Vypuknutí první světové války bylo pro Rusko a Alexandru klíčovým okamžikem. Válka postavila ruské impérium dynastie Romanovců proti německému impériu dynastie Hohenzollernů. Když se Alexandra dozvěděla o ruské mobilizaci, vtrhla do manželovy pracovny a řekla: „Válka! A já o ní nic nevěděla! To je konec všeho."
Alexandřiny vazby na Německo způsobily, že se v některých ruských společnostech stala ještě nepopulárnější. Její bratr Arnošt Ludvík vládl Hesenskému velkovévodství, takže bojoval s Němci. Německý císař Vilém II. byl Alexandřiným bratrancem. Alexandřina sestra Irena byla provdána za Vilémova bratra Jindřicha. Ironií osudu byla Alexandra horlivou ruskou vlastenkou a německého císaře neměla ráda. Soukromě napsala, že Vilém II. „není ve skutečnosti nic jiného než šašek. Nemá žádnou skutečnou hodnotu. Jeho jedinými ctnostmi jsou přísná morálka a manželská věrnost."
Petrohradská společenská smetánka ji obvinila z kolaborace s Němci. V Petrohradě se šířily fámy, že Alexandra v Rusku ukrývá svého bratra Arnošta. V roce 1916 Alexandřina dvorní dáma napsala, že se jí „se vší vážností ptali, zda se velkovévoda Hesenský neskrývá ve sklepeních paláce.“ Alexandra pracovala jako ošetřovatelka raněných vojáků, ale její úsilí zůstalo nedoceněno. Kolovaly také zvěsti, že Alexandra a Rasputin vedou noční rozhovory s Vilémem II. v Berlíně, aby vyjednali potupný mír.
Když Mikuláš v roce 1915 odjel na frontu, aby se osobně ujal velení armády, zanechal Alexandru v hlavním městě jako regentku. Vypadalo to, že Alexandra jmenovala a odvolávala ministry na základě Rasputinových samolibých rad, ale lidé z okolí císařské rodiny to popírali. Za pouhých šestnáct měsíců jmenovala čtyři premiéry, pět ministrů vnitra a tři ministry války. Generál velkokníže Nikolaj Nikolajevič neměl Rasputina rád, protože Rasputin viděl a řekl Alexandře, že velkokníže se záměrně uchází o přízeň v armádě a zastiňuje Mikuláše, aby si mohl nárokovat trůn. 
Alexandra, která vždy věřila v autokracii, přesvědčovala Mikuláše, že se nikdy nesmí vzdát své absolutní moci cara. Napsala mu: „Jsi pánem a vládcem Ruska. Všemohoucí Bůh tě dosadil na své místo a všichni by se měli sklonit před tvou moudrostí a nezlomností." Kritizovala dumu a prohlásila, že “chtějí projednávat věci, které se jich netýkají, a vnášejí další nespokojenost - je třeba je držet stranou..... Nejsme připraveni na ústavní vládu."
Během války panovaly v carském domě velké obavy z vlivu carevny Alexandry na státní záležitosti prostřednictvím cara a z vlivu, který na ni měl mít Rasputin, neboť se mělo za to, že provokuje veřejnost a ohrožuje bezpečnost carského trůnu a přežití monarchie. Jménem carských příbuzných byly vybrány velkokněžny Alžběta Fjodorovna a Viktorie Fjodorovna, aby požádaly carevnu Alexandru o vykázání Rasputina od dvora, aby ochránily její a carovu pověst, ale bez úspěchu. Souběžně se několik velkoknížat pokoušelo intervenovat u cara, ale bez většího úspěchu.

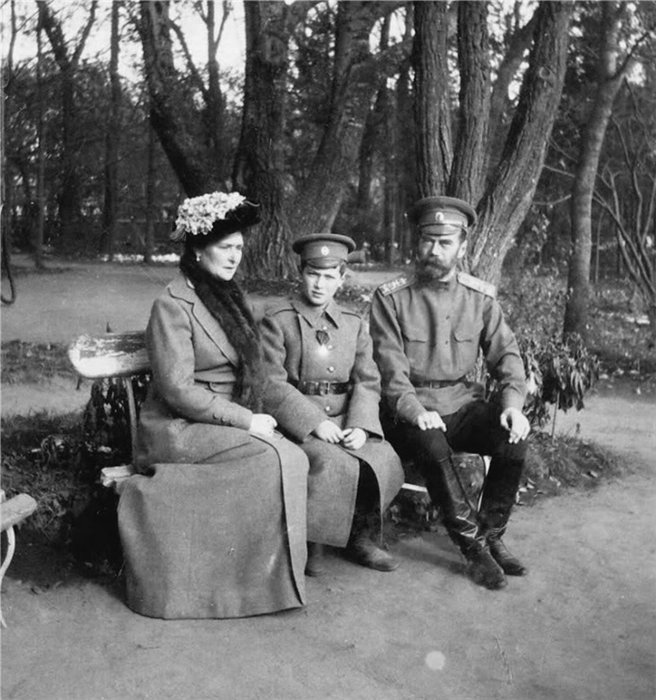
Carevna Alexandra Fjodorovna, cesarevič Alexej Nikolajevič a car Mikuláš II. v Carském Selu, c. 1916

Během tohoto konfliktu v letech 1916-1917 velkokněžna Marie Pavlovna údajně plánovala státní převrat s cílem sesadit cara za pomoci čtyř pluků ruské carské gardy, které měly vtrhnout do Alexandrovského paláce, donutit cara k abdikaci a nahradit ho jeho nezletilým synem pod regentstvím jejího syna velkoknížete Kirilla Vladimiroviče.
Existují dokumenty, které potvrzují skutečnost, že v této kritické situaci se carevna vdova Marie Fjodorovna podílela na plánovaném státním převratu, který měl sesadit jejího syna z trůnu, aby zachránila monarchii. Plán údajně spočíval v tom, že Marie měla carovi předložit poslední ultimátum, aby Rasputina vyhnal, pokud si nebude přát, aby opustil hlavní město, což by byl signál k rozpoutání převratu. Přesný způsob, jakým plánovala nahradit svého syna, není potvrzen, ale jsou k dispozici dvě verze: první, že velkokníže Pavel Alexandrovič převezme jejím jménem moc a ona sama se poté stane vládnoucí carevnou; druhá verze tvrdí, že ona a velkokníže Pavel nahradí cara jeho synem, následníkem trůnu, Mariiným vnukem Alexejem, načež by se Marie a Pavel po dobu jeho nezletilosti dělili o moc jako regenti. Carevna Alexandra byla údajně o chystaném převratu informována, a když Marie Fjodorovna předložila carovi ultimátum, přesvědčila ho, aby nařídil své matce opustit hlavní město. Následně carevna vdova ještě téhož roku opustila Petrohrad a usadila se v Mariinském paláci v Kyjevě. Do hlavního města Ruska se již nikdy nevrátila.

## Ruská revoluce 1917
První světová válka znamenala pro vládu a ekonomiku carského Ruska, které byly nebezpečně slabé, neúnosnou zátěž. Masový nedostatek a hlad se staly každodenní situací pro desítky milionů Rusů v důsledku rozvratu válečného hospodářství. Patnáct milionů mužů bylo odkloněno od zemědělské výroby, aby mohli bojovat ve válce, a dopravní infrastruktura (především železnice) byla odkloněna pro válečné účely, což prohloubilo nedostatek potravin ve městech, protože dostupné zemědělské produkty nebylo možné dopravit do městských oblastí. Rozmohla se inflace. To v kombinaci s nedostatkem potravin a špatnými výsledky ruské armády ve válce vyvolalo mezi obyvatelstvem Petrohradu a dalších měst velký hněv a nepokoje.

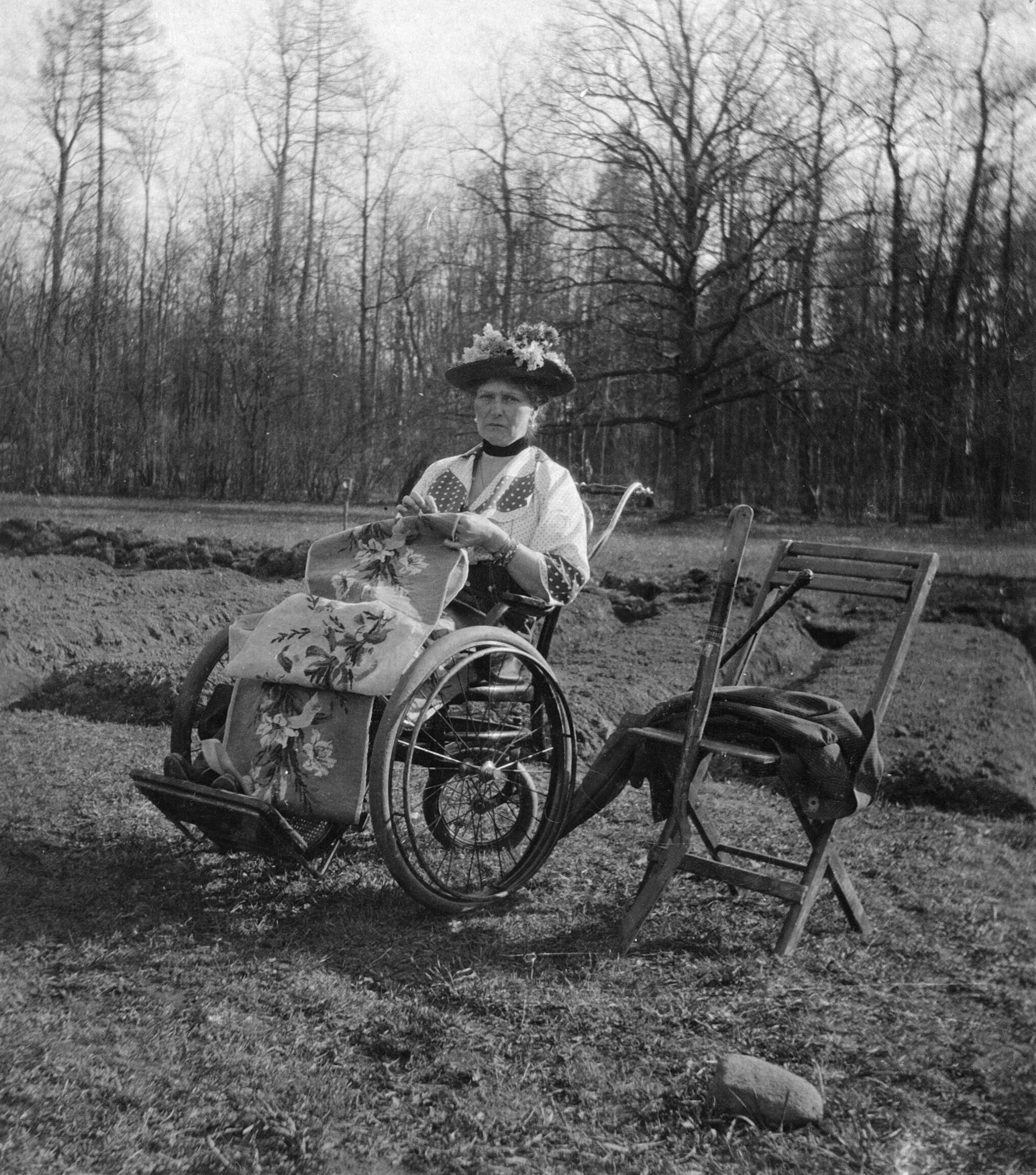
Alexandra Fjodorovna na invalidním vozíku v zajetí v Carském Sele na jaře 1917

Rozhodnutí cara převzít osobní velení nad armádou bylo katastrofální, protože byl osobně obviněn ze všech ztrát. Jeho přesun na frontu, kdy ponechal carevně vedení vlády, pomohl podkopat dynastii Romanovců. Krutá zima v letech 1916–17 v podstatě odsoudila carské Rusko k zániku. Nedostatek potravin se zhoršil a města zachvátil hladomor. Špatné řízení a neúspěchy ve válce obrátily vojáky proti carovi. V roce 1917 si car uvědomil, že Rusko nemůže válku vést déle, a protože železnice dopravovala vojáky na frontu, zbývalo jen málo kapacit na dopravu potravin do měst.
V březnu 1917 se podmínky ještě více zhoršily. Oceláři vstoupili 7. března do stávky a následujícího dne se v ulicích Petrohradu začaly bouřit davy hladové po chlebu na protest proti nedostatku potravin a válce. Po dvou dnech nepokojů car nařídil armádě, aby obnovila pořádek, a 11. března do davu střílela. Ještě téhož dne Duma, volený zákonodárný sbor, vyzvala cara, aby přijal opatření ke zmírnění obav lidu. Car odpověděl rozpuštěním dumy.
12. března se vojáci vyslaní k potlačení vzbouřených davů vzbouřili a přidali se k povstání, čímž dali podnět k únorové revoluci (stejně jako pozdější Říjnová revoluce v listopadu 1917 jsou i ruské revoluce z roku 1917 pojmenovány podle staronového kalendáře). Vojáci a dělníci vytvořili „petrohradský sovět“ složený z 2 500 zvolených poslanců, zatímco Duma 13. března vyhlásila prozatímní vládu. Klíčovou postavou nového režimu byl Alexandr Kerenskij. Duma toho dne oznámila carovi, že musí abdikovat.
Ve snaze ukončit povstání v hlavním městě se Mikuláš pokusil dostat do Petrohradu vlakem z velitelství armády v Mogilevu. Cesta byla zablokována, a tak to zkusil jinak. Jeho vlak byl zastaven v Pskově, kde se po radě generálů nejprve vzdal trůnu za sebe a později, na radu lékaře, za sebe a svého syna, careviče Alexeje.
Alexandra se nyní ocitla v nebezpečném postavení manželky svrženého cara, kterou ruský lid nenáviděl. Vzbouřená posádka Carského Sela se pokusila vtrhnout do Alexandrovského paláce, ale palácová stráž jej úspěšně ubránila. Palácová stráž a další vojáci postupně odjeli do hlavního města poté, co byli informováni o abdikaci, a Alexandra požádala dumu, aby pro ni a její domácnost zavedla bezpečnostní opatření vzhledem k nepokojům a násilnostem v nedalekém hlavním městě. Dne 18. března Michail Rodzjanko vyslal nově jmenovaného ministra války Alexandra Gučkova a generála Lavra Kornilova k Alexandře, aby zkontrolovali zabezpečení paláce, což vyústilo ve jmenování důstojníka, který měl za úkol udržovat bezpečnost paláce a také fungovat jako komunikační kanál mezi palácem a dumou. Poté si Alexandra všimla, že strážci bránící palác začali postupně nosit kolem zápěstí kapesníky, čímž dávali najevo, že podporují Dumu, což také znamenalo, že ona a její děti jsou sice chráněni před bezprostřední újmou, nicméně od té chvíle jsou de facto v domácím vězení. Alexandra, její děti a domácnost nebyli nijak obtěžováni a domácnost mohla pokračovat v každodenním životě jako předtím, s výjimkou občasných výpadků proudu. Dne 21. března Kornilov oznámil Alexandře, že je formálně v domácím vězení, a členové domácnosti byli informováni, že mohou odejít, pokud si to přejí, ale pokud se rozhodnou zůstat, budou se muset řídit stejnými pravidly, jaká platí pro domácí vězení Alexandry.
Následujícího dne, 22. března, se Mikuláš konečně mohl vrátit do Alexandrovského paláce v Carském Selu, kde byl i s rodinou zatčen.

## Uvěznění
Prozatímní vláda, která vznikla po revoluci, držela Mikuláše, Alexandru a jejich děti v domácím vězení v jejich domě, Alexandrovském paláci v Carském Selu. Navštívil je Alexandr Kerenskij z vlády, který Alexandru vyslýchal ohledně jejího zapojení do státních záležitostí a Rasputinova podílu na nich prostřednictvím jeho vlivu na ni. Odpověděla, že jelikož před sebou s manželem neměli žádná tajemství, často spolu diskutovali o politice a ona mu samozřejmě dávala rady, aby ho podpořila; pokud jde o Rasputina, byl to opravdový svatý muž Boží a jeho rady byly pouze v zájmu dobra Ruska a carské rodiny. Po rozhovoru Kerenskij caru řekl, že věří, že mu Alexandra řekla pravdu a nelhala.
Prozatímní vláda si nepřála držet rodinu v Rusku, zejména proto, že rodina i vláda byly ohroženy bolševiky; věřila, že bývalý car a jeho rodina budou ve Velké Británii přijati, a zajistila, aby byla provedena šetření. Přestože byl Jiří V. bratrancem Mikuláše i Alexandry, odmítl jim a jejich rodině povolit evakuaci do Spojeného království, neboť byl znepokojen jejich nepopularitou ve své zemi a možnými důsledky pro jeho vlastní trůn. Poté bylo navrženo, aby byli přesunuti do Francie. Ačkoli francouzská vláda nebyla nikdy požádána, britští diplomaté ve Francii sdělili, že rodina tam pravděpodobně nebude vítána, protože ve Francii byly během války silné protiněmecké nálady a Alexandra byla všeobecně nepopulární, protože byla považována za sympatizantku Německa. Prozatímní vláda byla údajně velmi zklamaná, že žádný cizí stát zřejmě nebude ochoten rodinu přijmout, a byla nucena je přemístit v rámci Ruska, protože bezpečnostní situace byla stále obtížnější.

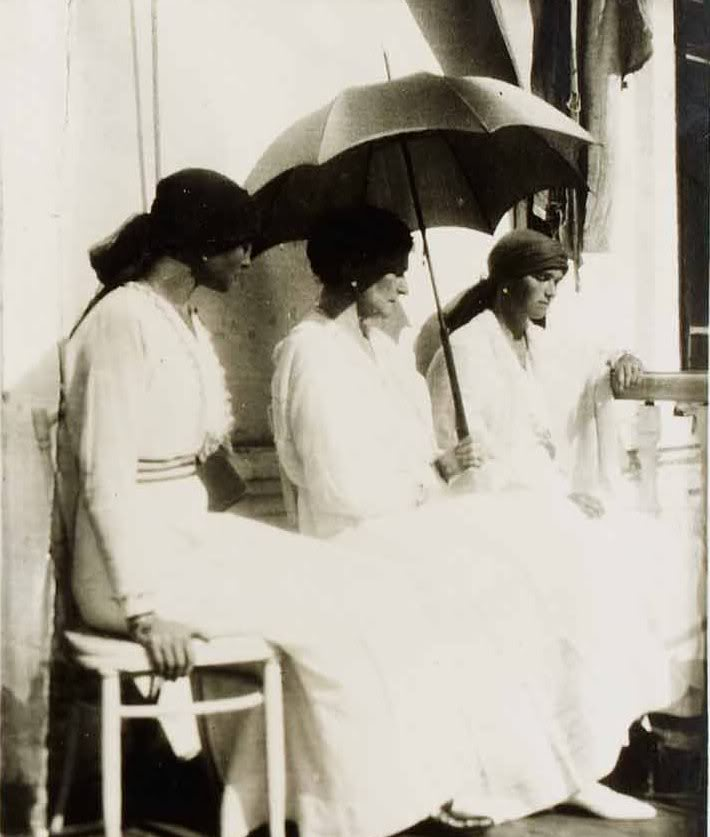
Poslední fotografie Alexandry Fjodorovny. Na fotografii jsou s ní její dcery Olga (vpravo) a Taťána (vlevo). Sedí na balkoně v Tobolsku na Sibiři na jaře 1918.

V srpnu 1917 byla rodina přestěhována do Tobolska na Sibiři, což byl krok Kerenského vlády, který je měl vzdálit od hlavního města a možné újmy. Mikuláš a Alexandra sami navrhovali, aby byli přestěhováni do Livadijského paláce na Krymu, ale Kerenskij to považoval za příliš nebezpečné: aby se dostali na Krym, museli by cestovat přes střední Rusko, oblast v té době postiženou rozsáhlými revolučními násilnostmi a nepokoji, kde byly vyšší vrstvy a aristokracie napadány veřejností a jejich sídla vypalována. Tobolsk na Sibiři byl na rozdíl od středního a jižního Ruska klidným a mírumilovným místem s větší bezpečností a většími sympatiemi k bývalému carovi. Objevily se náznaky, že se je prozatímní vláda skutečně pokouší vyvézt z Ruska Transsibiřskou magistrálou, čímž by se splnilo přání vlády nechat je vyhostit, ale nyní jinou cestou, poté co první pokus o jejich vyhoštění do Evropy selhal. Tento plán však rodině nebyl odhalen, a pokud byl skutečně záměrem vlády, musel být zrušen kvůli silné bolševické přítomnosti v Jekatěrinburgu a dalších městech podél Transsibiřské magistrály východně od Tobolska, a rodina proto pokračovala do svého oficiálního cíle.
Alexandra s rodinou zůstala v Tobolsku až do bolševické revoluce v listopadu 1917. Pád prozatímní vlády a nástup bolševiků k moci jejich postavení výrazně zhoršil.
V roce 1918 byli převezeni do bolševiky ovládaného Jekatěrinburgu. Mikuláš, Alexandra a jejich dcera Marie přijeli do Ipaťjevova domu 30. dubna 1918. Při vstupu do nového vězení jim bylo nařízeno otevřít všechna zavazadla. Alexandra okamžitě vznesla námitku. Mikuláš se pokusil vystoupit na její obranu slovy: „Dosud jsme měli zdvořilé zacházení a muže, kteří byli gentlemani, ale teď -“ Bývalý car byl rychle utnut. Strážci mu oznámili, že už není v Carském Selu a že odmítnutí vyhovět jejich požadavku bude mít za následek jeho odstranění od zbytku rodiny; druhý přestupek bude potrestán těžkými pracemi. V obavách o manželovu bezpečnost se Alexandra rychle podvolila a prohlídku povolila. Na okenní rám pokoje, který měl být jejím posledním v Ipaťjevově domě, Alexandra načmárala hákový kříž, svůj oblíbený symbol pro štěstí, a tužkou napsala datum 17./30. dubna 1918. V květnu dorazil do Jekatěrinburgu zbytek rodiny. Kvůli Alexejově nemoci nemohli odcestovat dříve. Alexandra byla ráda, že se opět setkala se svou rodinou.
Strážní službu v Ipaťjevově domě vykonávalo 75 mužů. Mnozí z nich byli tovární dělníci z místní Zlokazovské továrny a z Verchsko-Isecké továrny. Velitel Ipaťjevova domu Alexandr Avadějev byl označován za „pravého bolševika“. Většina svědků na něj vzpomíná jako na hrubého, surového a silného opilce. Pokud se k Avadějevovi dostala žádost o laskavost ve prospěch rodiny, vždy odpověděl stejně: „Ať jdou k čertu!“ Strážci v domě ho často slyšeli, jak o svrženém carovi mluví jako o „Mikulášovi krvežíznivci“ a o Alexandře jako o „německé děvce."
Pro Romanovce byl život v Ipatjevově domě noční můrou plnou nejistoty a strachu. Carská rodina nikdy nevěděla, zda bude v Ipaťjevském domě ještě ze dne na den, nebo zda nebude oddělena či zabita. Výsad, které jim byly povoleny, bylo málo. Každé odpoledne mohli hodinu cvičit v zadní zahradě pod bedlivým dohledem stráží. Alexej stále nemohl chodit a jeho námořník Nagornyj ho musel nosit. Alexandra se k těmto každodenním aktivitám své rodiny připojovala jen zřídka. Místo toho trávila většinu času sezením na invalidním vozíku a četbou Bible nebo děl svatého Serafíma. Po nocích Romanovci hráli karty nebo si četli; z vnějšího světa dostávali jen málo pošty a jediné noviny, které jim byly povoleny, byly zastaralé edice.
Dmitrij Volkogonov a další sovětští historici se domnívají, že nepřímé důkazy svědčí o tom, že Vladimír Iljič Lenin osobně nařídil popravu carské rodiny, ačkoli oficiální sovětské zprávy přisuzují odpovědnost za rozhodnutí Uralskému oblastnímu sovětu. Leon Trockij ve svém deníku zcela jasně uvádí, že poprava se uskutečnila z Leninova pověření. 
4. července 1918 byl velitelem Ipaťjevova domu jmenován Jakov Jurovskij, šéf jekatěrinburské Čeky. Jurovskij byl loajální bolševik, člověk, na kterého se Moskva mohla spolehnout, že bude plnit její příkazy týkající se carské rodiny. Jurovskij rychle zpřísnil bezpečnostní opatření. Od carské rodiny sebral všechny jejich šperky a cennosti. Ty uložil do krabice, kterou zapečetil a nechal u vězňů. Alexandra si ponechala pouze dva náramky, které jí v dětství daroval její strýc princ Leopold, vévoda z Albany, a které si nemohla sundat. Nevěděl, že bývalá carevna a její dcery nosí na sobě ukryté diamanty, smaragdy, rubíny a šňůry perel. Ty by se objevily až po popravě. Rozkaz k popravě dostal Jurovskij 13. července.

## Poprava
Úterý 16. července 1918 proběhlo pro bývalou císařskou rodinu normálně. Ve čtyři hodiny odpoledne se Mikuláš s dcerami vydal na obvyklou procházku po malé zahradě. V podvečer poslal Jurovskij pryč patnáctiletého chlapce z kuchyně Leonida Sedněva s tím, že si ho strýc přeje vidět. V 19 hodin svolal Jurovskij všechny čekisty do svého pokoje a nařídil jim, aby sebrali všechny revolvery venkovní stráže. S dvanácti těžkými vojenskými revolvery, které ležely před ním na stole, řekl: „Dnes večer postřílíme celou rodinu, všechny." Nahoře Mikuláš a Alexandra strávili večer hraním karet; v půl jedenácté šli spát.
Bývalý car, carevna a celá jejich rodina, včetně těžce nemocného Alexeje, spolu s několika rodinnými služebníky byli popraveni zastřelením a bajonety ve sklepě Ipaťjevova domu, kde byli vězněni, brzy ráno 17. července 1918 oddílem bolševiků vedeným Jakovem Jurovským. Ve sklepní místnosti Ipaťjevova domu si Alexandra stěžovala, že nemají židle, na které by si mohli sednout, načež Mikuláš požádal o tři židle a dostal je od stráží. O několik minut později, asi ve 2:15, vstoupil do místnosti oddíl vojáků, z nichž každý byl ozbrojen revolverem. Jejich velitel Jurovskij nařídil celé skupině, aby se postavili; Alexandra mu „bleskově vyhověla“ a Jurovskij poté nenuceně pronesl: „Vaši příbuzní se vás snažili zachránit. Neuspěli a my vás teď musíme zastřelit.“ Mikuláš se zvedl ze židle a stihl pronést jen „Co...?“, než byl několikrát střelen nikoli (jak se obvykle říká) do hlavy, ale do hrudi; jeho lebka nenesla žádné střelné rány, ale žebra mu roztříštily nejméně tři smrtelné kulky.
Alexandra stála asi metr od ozbrojenců, čelem k nim a sledovala popravu svého manžela a dvou sluhů, než na ni zamířil vojenský komisař Petr Ermakov. Instinktivně se od něj odvrátila a začala dělat znamení kříže, ale než stačila gesto dokončit, Ermakov ji zabil jediným výstřelem, který jí, když se částečně odvrátila, vnikl do hlavy těsně nad levým uchem a vyšel na stejném místě nad pravým uchem. Poté, co byly všechny oběti zastřeleny, Ermakov v opileckém oparu probodl tělo Alexandry a jejího manžela, přičemž oběma roztříštil hrudní koš a Alexandře naštípl některé obratle.
Po popravě rodiny Romanovců v Ipaťjevském domě bylo tělo Alexandry, Mikuláše, jejich dětí a některých věrných strážců, kteří zemřeli spolu s nimi, svlečeno a oblečení spáleno, jak se píše v Jurovského zápisníku, tajné zprávě, která vyšla najevo koncem 70. let, ale na veřejnost se dostala až v 90. letech. Původně byla těla svržena do nepoužívané důlní šachty v Ganině Jamě, 19 km severně od Jekatěrinburgu. Krátce nato byla těla vyzvednuta. Jejich obličeje byly rozbity a těla, rozčtvrcená a znetvořená kyselinou sírovou, byla narychlo pohřbena pod železničními pražci, s výjimkou dvou dětí, jejichž těla byla objevena až v roce 2007. Jurovského poznámka pomohla úřadům těla nalézt. Jednalo se o těla chybějící dcery - Marie nebo Anastázie - a Alexeje. Na počátku 90. let 20. století, po pádu Sovětského svazu, byla těla většiny Romanovců spolu s jejich věrnými služebníky nalezena, exhumována a formálně identifikována. Předběžné výsledky genetické analýzy provedené na ostatcích chlapce a mladé ženy, o nichž se předpokládá, že patří synovi a dědici Mikuláše II. a dceři Alexeji nebo Marii, byly zveřejněny 22. ledna 2008.
Analýza DNA představovala klíčový prostředek k identifikaci těl. K identifikaci Alexandry a jejích dcer pomocí mitochondriální DNA byl použit vzorek krve prince Philipa, vévody z Edinburghu (vnuka Alexandřiny nejstarší sestry, princezny Viktorie Hesenské). Mikuláš byl identifikován pomocí DNA získané mimo jiné od jeho zesnulého bratra, ruského velkoknížete Georgije Alexandroviče. Velkokníže Georgij zemřel na tuberkulózu koncem 90. let 19. století a byl pohřben v Petropavlovské pevnosti v Petrohradě.
Alexandra, Mikuláš a tři dcery a služebnictvo, které bylo zabito spolu s nimi, byli v roce 1998, v den osmdesátého výročí popravy, s velkou slávou znovu pohřbeni v kapli svaté Kateřiny v Petropavlovské katedrále v Petropavlovské pevnosti v Petrohradě.
V roce 1981 byla Alexandra a její nejbližší rodina uznána Ruskou pravoslavnou církví v zahraničí za mučedníky. V roce 2000 byla Alexandra spolu se svým manželem, jejich dětmi a dalšími osobami, včetně své sestry velkokněžny Alžběty Fjodorovny a velkokněžniny řeholní sestry Varvary, kanonizována ruskou pravoslavnou církví jako světice.

## Vývod z předků
|                            |                                      |  |                                      |                                       |  |  |  |  |  |  |  | Ludvík I. Hesenský |
|                            |                                      |  |                                      |                                       |  |  |  |  |  |  |  |                    |
|                            | Ludvík II. Hesenský                  |  |                                      |                                       |  |  |  |  |  |  |  |                    |
|                            |                                      |  |                                      |                                       |  |  |  |  |  |  |  |                    |
|                            |                                      |  |                                      | Luisa Hesensko-Darmstadtská           |  |  |  |  |  |  |  |                    |
|                            |                                      |  |                                      |                                       |  |  |  |  |  |  |  |                    |
|                            | Karel Hesenský                       |  |                                      |                                       |  |  |  |  |  |  |  |                    |
|                            |                                      |  |                                      |                                       |  |  |  |  |  |  |  |                    |
|                            |                                      |  |                                      | Karel Ludvík Bádenský                 |  |  |  |  |  |  |  |                    |
|                            |                                      |  |                                      |                                       |  |  |  |  |  |  |  |                    |
|                            | Vilemína Luisa Bádenská              |  |                                      |                                       |  |  |  |  |  |  |  |                    |
|                            |                                      |  |                                      |                                       |  |  |  |  |  |  |  |                    |
|                            |                                      |  |                                      | Amálie Hesensko-Darmstadtská          |  |  |  |  |  |  |  |                    |
|                            |                                      |  |                                      |                                       |  |  |  |  |  |  |  |                    |
|                            | Ludvík IV. Hesenský                  |  |                                      |                                       |  |  |  |  |  |  |  |                    |
|                            |                                      |  |                                      |                                       |  |  |  |  |  |  |  |                    |
|                            |                                      |  |                                      | Fridrich Vilém II.                    |  |  |  |  |  |  |  |                    |
|                            |                                      |  |                                      |                                       |  |  |  |  |  |  |  |                    |
|                            | Vilém Pruský                         |  |                                      |                                       |  |  |  |  |  |  |  |                    |
|                            |                                      |  |                                      |                                       |  |  |  |  |  |  |  |                    |
|                            |                                      |  |                                      | Frederika Luisa Hesensko-Darmstadtská |  |  |  |  |  |  |  |                    |
|                            |                                      |  |                                      |                                       |  |  |  |  |  |  |  |                    |
|                            | Alžběta Pruská                       |  |                                      |                                       |  |  |  |  |  |  |  |                    |
|                            |                                      |  |                                      |                                       |  |  |  |  |  |  |  |                    |
|                            |                                      |  |                                      | Fridrich V. Hesensko-Homburský        |  |  |  |  |  |  |  |                    |
|                            |                                      |  |                                      |                                       |  |  |  |  |  |  |  |                    |
|                            | Marie Anna Hesensko-Homburská        |  |                                      |                                       |  |  |  |  |  |  |  |                    |
|                            |                                      |  |                                      |                                       |  |  |  |  |  |  |  |                    |
|                            |                                      |  |                                      | Karolína Hesensko-Darmstadtská        |  |  |  |  |  |  |  |                    |
|                            |                                      |  |                                      |                                       |  |  |  |  |  |  |  |                    |
| Alexandra Fjodorovna Ruská |                                      |  |                                      |                                       |  |  |  |  |  |  |  |                    |
|                            |                                      |  |                                      |                                       |  |  |  |  |  |  |  |                    |
|                            |                                      |  | František Sasko-Kobursko-Saalfeldský |                                       |  |  |  |  |  |  |  |                    |
|                            |                                      |  |                                      |                                       |  |  |  |  |  |  |  |                    |
|                            | Arnošt I. Sasko-Kobursko-Saalfeldský |  |                                      |                                       |  |  |  |  |  |  |  |                    |
|                            |                                      |  |                                      |                                       |  |  |  |  |  |  |  |                    |
|                            |                                      |  |                                      | Augusta Reuss Ebersdorf               |  |  |  |  |  |  |  |                    |
|                            |                                      |  |                                      |                                       |  |  |  |  |  |  |  |                    |
|                            | Albert Sasko-Kobursko-Gothajský      |  |                                      |                                       |  |  |  |  |  |  |  |                    |
|                            |                                      |  |                                      |                                       |  |  |  |  |  |  |  |                    |
|                            |                                      |  |                                      | Augustus Sasko-Gothajsko-Altenburský  |  |  |  |  |  |  |  |                    |
|                            |                                      |  |                                      |                                       |  |  |  |  |  |  |  |                    |
|                            | Luisa Sasko-Gothajsko-Altenburská    |  |                                      |                                       |  |  |  |  |  |  |  |                    |
|                            |                                      |  |                                      |                                       |  |  |  |  |  |  |  |                    |
|                            |                                      |  |                                      | Luisa Šarlota Meklenbursko-Zvěřínská  |  |  |  |  |  |  |  |                    |
|                            |                                      |  |                                      |                                       |  |  |  |  |  |  |  |                    |
|                            | Alice Sasko-Koburská                 |  |                                      |                                       |  |  |  |  |  |  |  |                    |
|                            |                                      |  |                                      |                                       |  |  |  |  |  |  |  |                    |
|                            |                                      |  |                                      | Jiří III.                             |  |  |  |  |  |  |  |                    |
|                            |                                      |  |                                      |                                       |  |  |  |  |  |  |  |                    |
|                            | Eduard August Hannoverský            |  |                                      |                                       |  |  |  |  |  |  |  |                    |
|                            |                                      |  |                                      |                                       |  |  |  |  |  |  |  |                    |
|                            |                                      |  |                                      | Šarlota Meklenbursko-Střelická        |  |  |  |  |  |  |  |                    |
|                            |                                      |  |                                      |                                       |  |  |  |  |  |  |  |                    |
|                            | královna Viktorie                    |  |                                      |                                       |  |  |  |  |  |  |  |                    |
|                            |                                      |  |                                      |                                       |  |  |  |  |  |  |  |                    |
|                            |                                      |  |                                      | František Sasko-Kobursko-Saalfeldský  |  |  |  |  |  |  |  |                    |
|                            |                                      |  |                                      |                                       |  |  |  |  |  |  |  |                    |
|                            | Viktorie Sasko-Kobursko-Saalfeldská  |  |                                      |                                       |  |  |  |  |  |  |  |                    |
|                            |                                      |  |                                      |                                       |  |  |  |  |  |  |  |                    |
|                            |                                      |  |                                      | Augusta Reuss Ebersdorf               |  |  |  |  |  |  |  |                    |
|                            |                                      |  |                                      |                                       |  |  |  |  |  |  |  |                    |